# Rundbogenstil

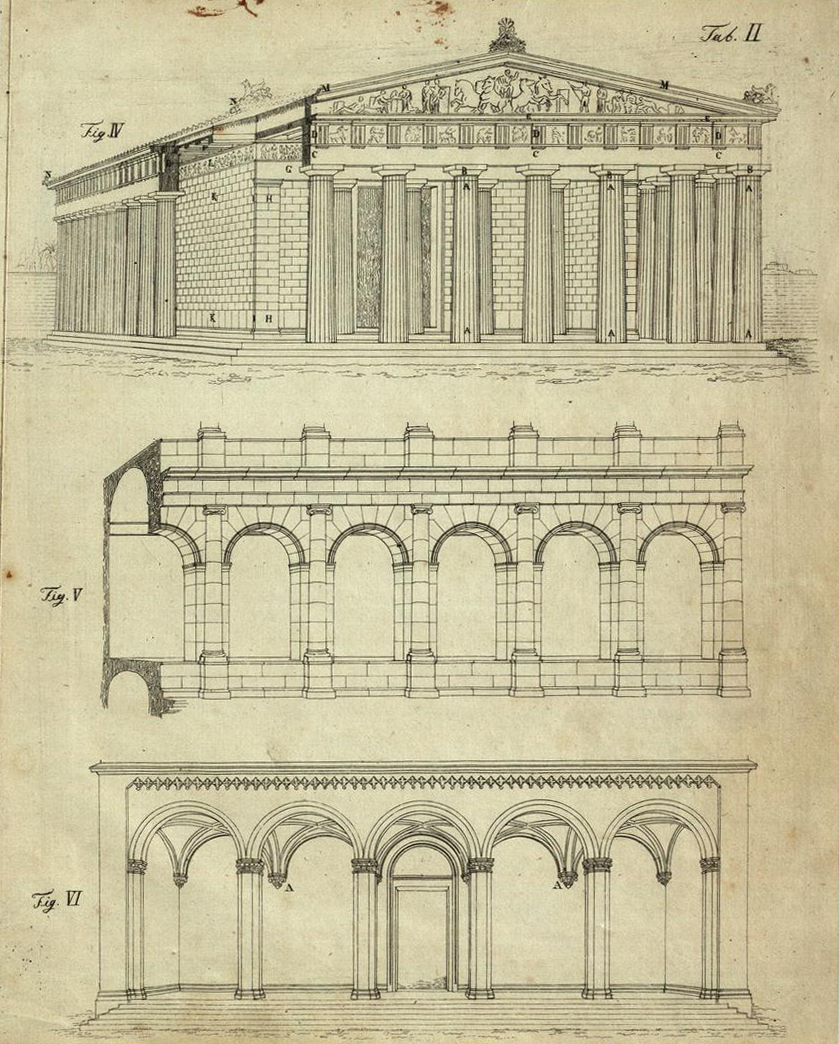
Grabado de In Which Style Should We Build? de Heinrich Hübsch (1828)

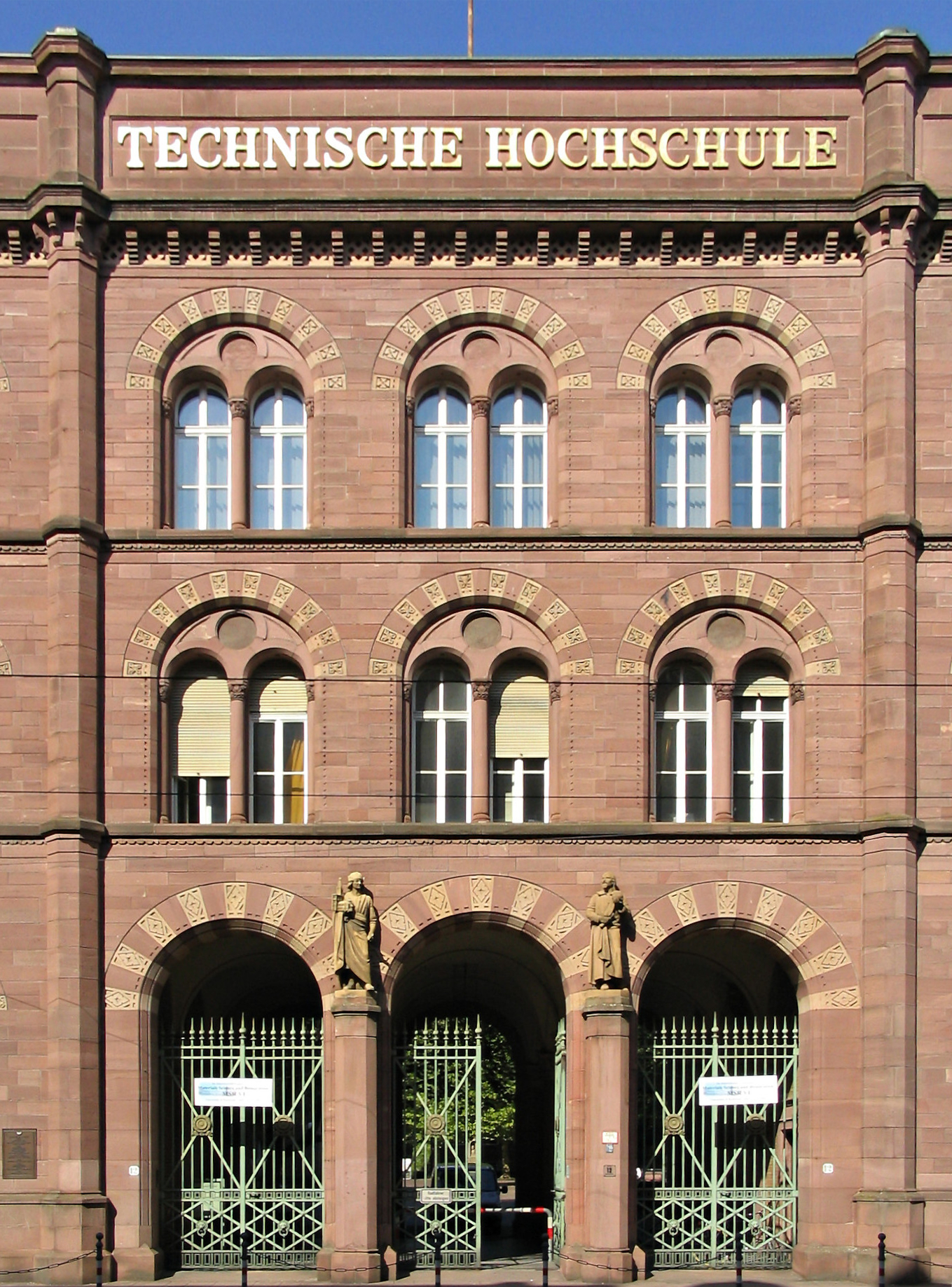
Entrada del edificio principal del Instituto Tecnológico de Karlsruhe (Heinrich Hübsch, 1833–1835)

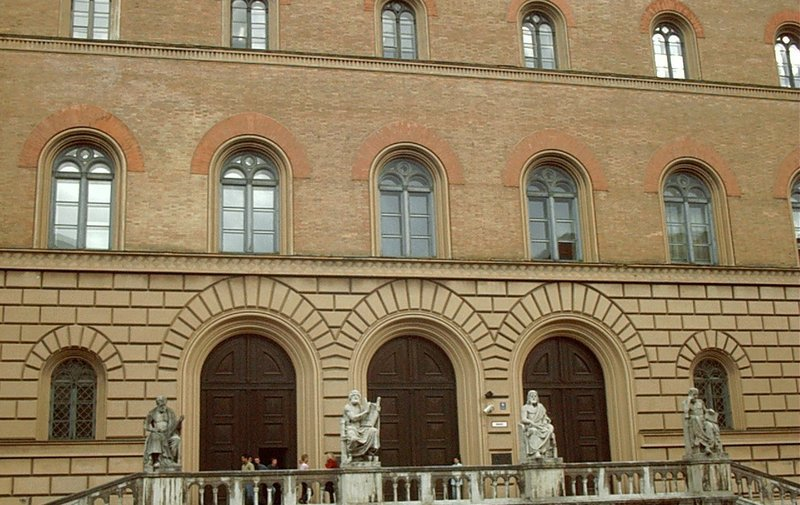
Biblioteca Estatal de Baviera, Munich (Friedrich von Gärtner, 1831–1842)

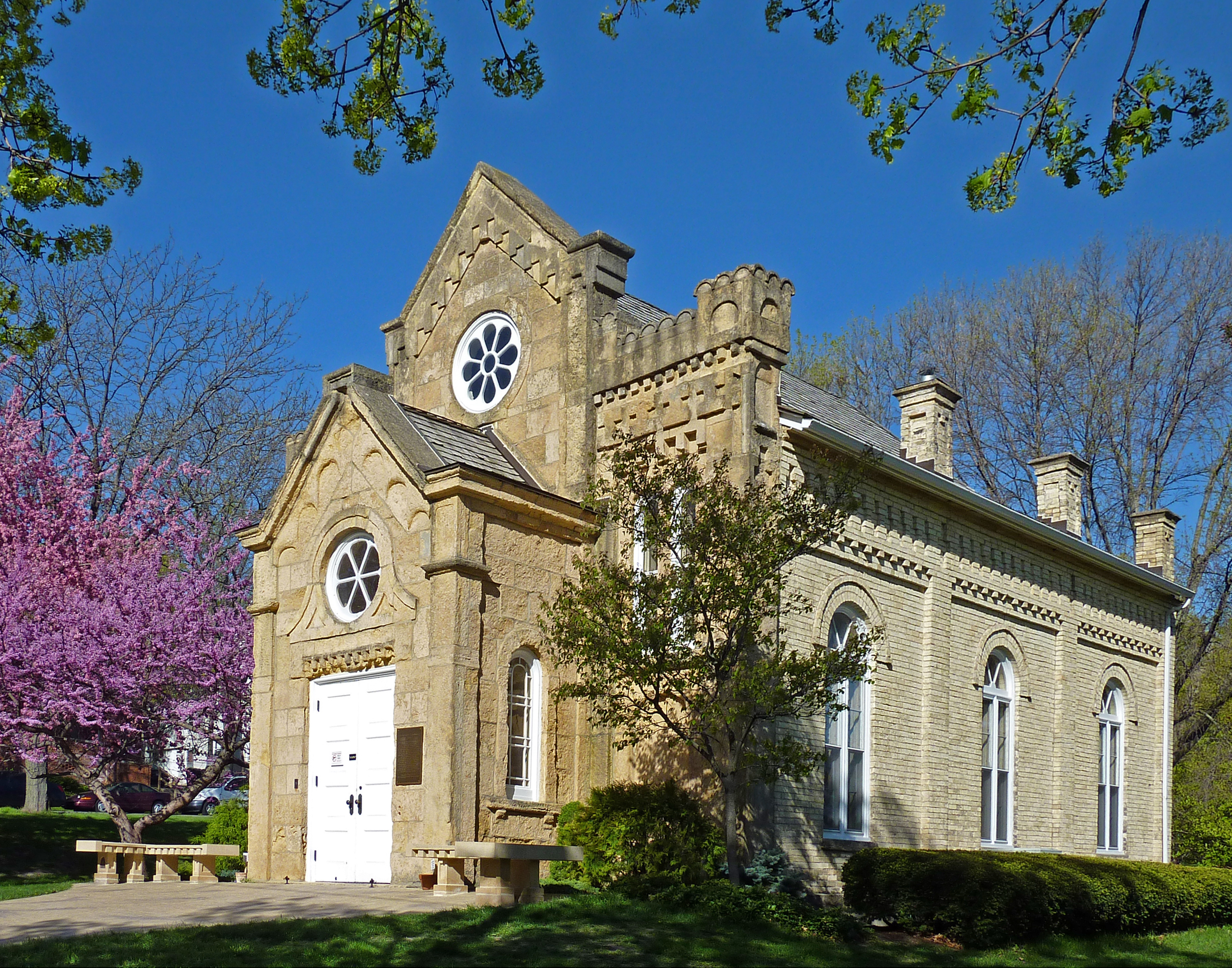
Gates of Heaven Synagogue en Madison, Wisconsin (August Kutzbock, 1863)

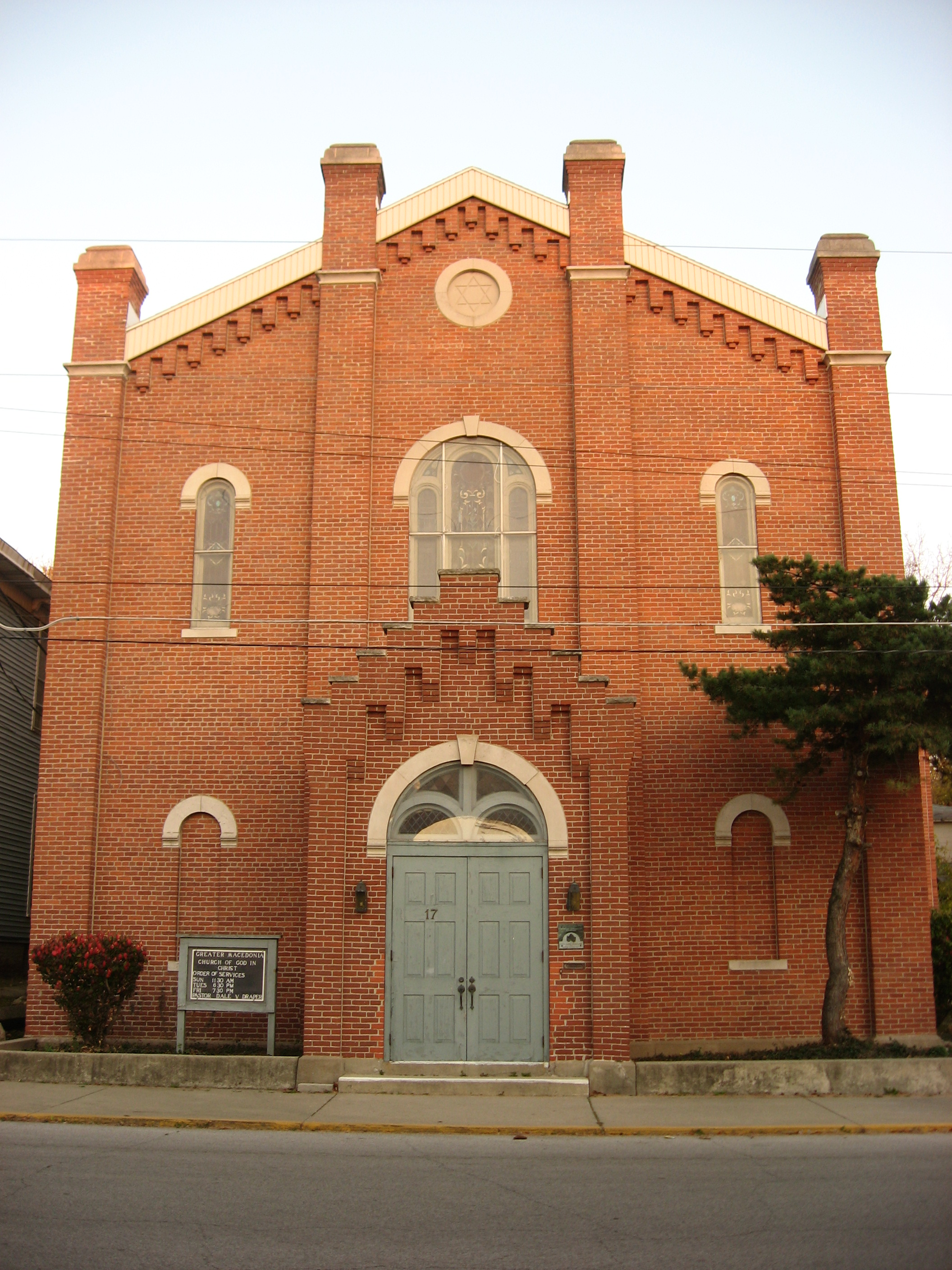
Temple Israel en Lafayette, Indiana, 1867

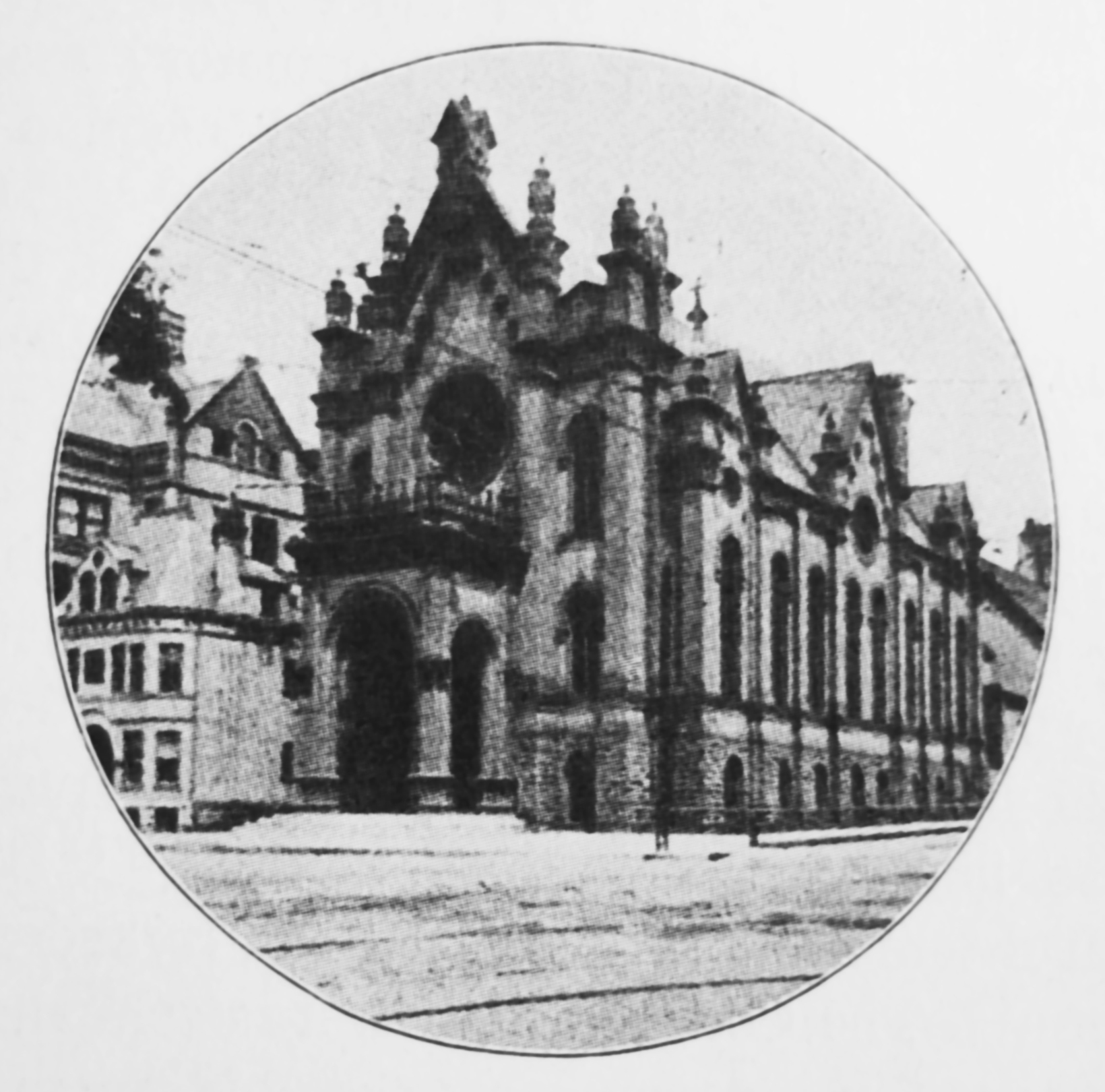
Temple Emanu-El en Milwaukee, Wisconsin (1872)

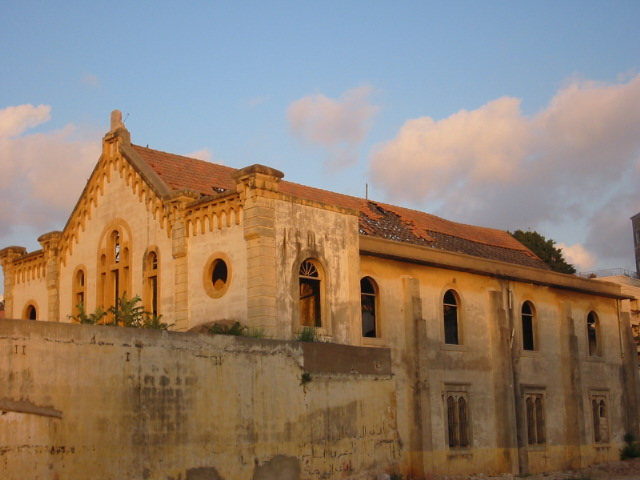
Maghen Abraham Synagogue en Beirut, Lebanon (1925)

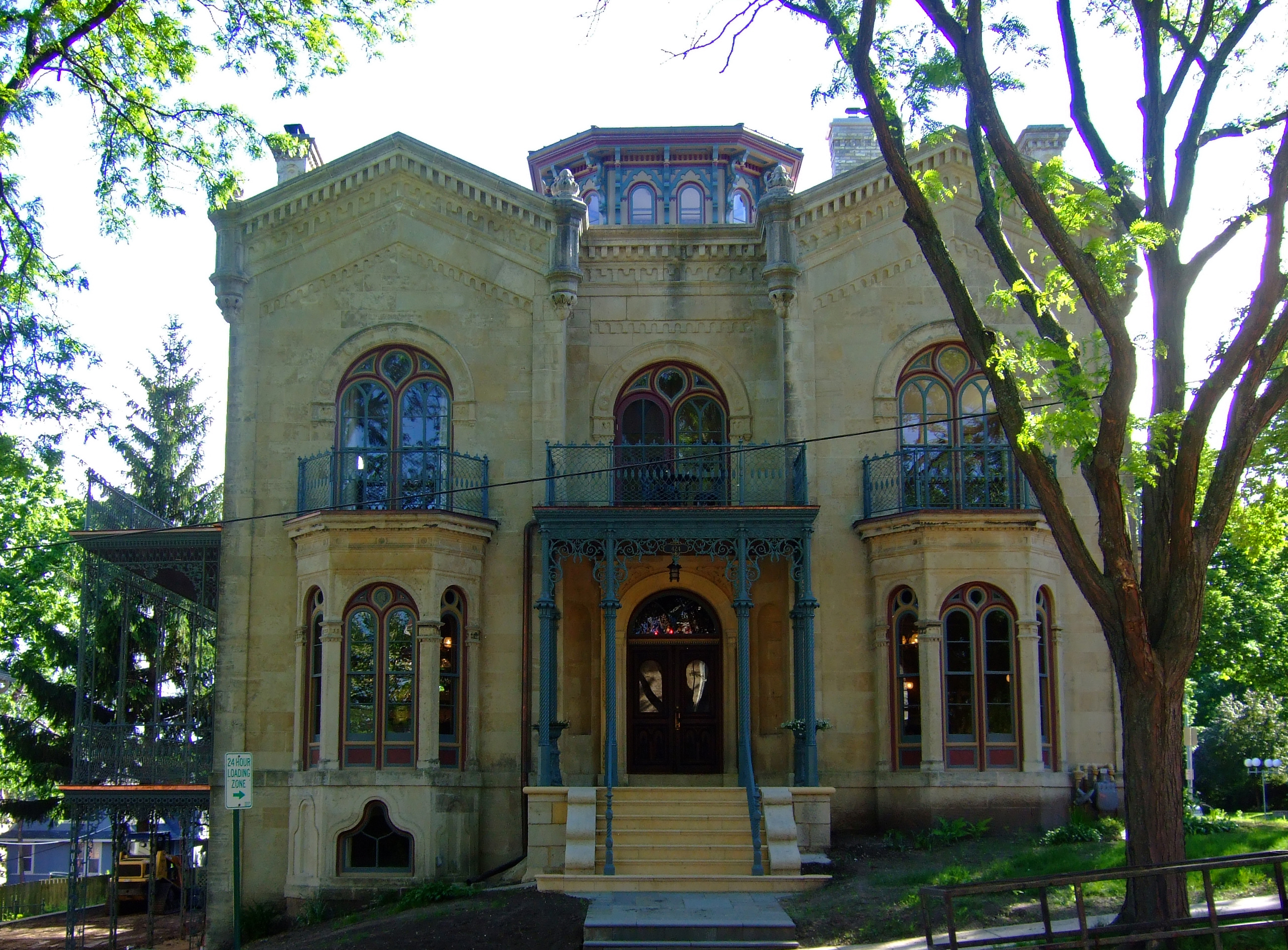
Carrie Pierce House en Madison, Wisconsin (August Kutzbock y Samuel Donnel, 1857)

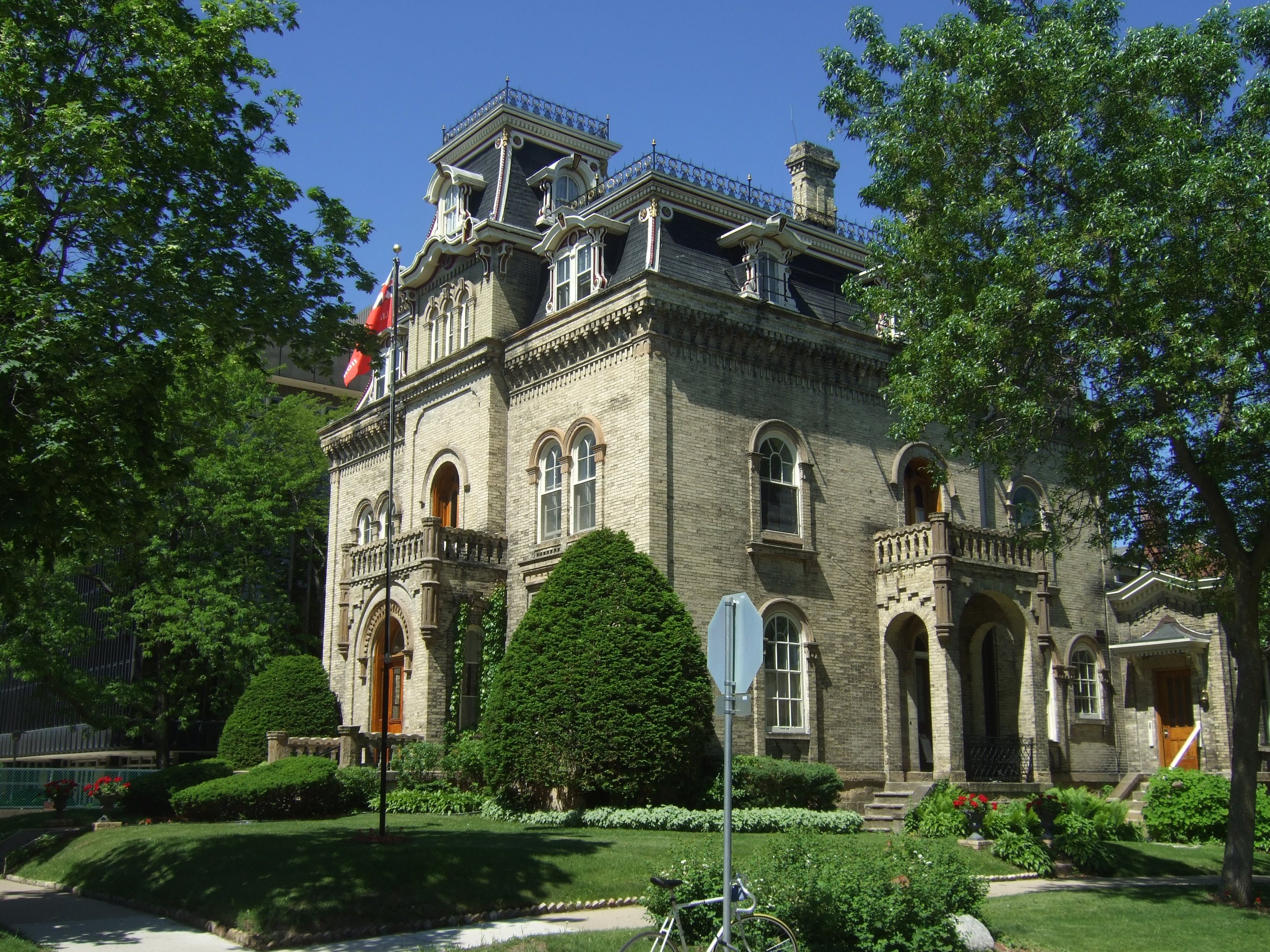
Van Slyke House en Madison, Wisconsin (1857 y 1870)

Rundbogenstil (en alemán, estilo arco de medio punto) es uno de los estilos arquitectónicos de recuperación histórica del siglo XIX, una variedad de la arquitectura neorrománica popular en tierras germanoparlantes y de la diáspora alemana.

## Historia y descripción
El estilo fue una creación deliberada de arquitectos alemanes en busca de un estilo nacional alemán de arquitectura, particularmente de Heinrich Hübsch (1795–1863). Surgió en Alemania como respuesta y reacción contra el estilo neogótico que había florecido a finales del siglo XVIII y principios del XIX.  Con la adopción de la suave fachada de la arquitectura eclesial de la antigüedad tardía y medieval, apuntaba a ampliar y desarrollar la noble simplicidad y grandeza tranquila del neoclasicismo, mientras se movía en una dirección más adecuada al auge de la industrialización y la emergencia del nacionalismo alemán.
Señas de identidad del estilo, además de los arcos redondeados de los que toma su nombre, son las "cejas" sobre las ventanas y la invertida crenelación bajo los aleros.
El Rundbogenstil fue empleado en gran número de estaciones de ferrocarril, incluidas las de Karlsruhe, Leipzig, Munich, Tübingen y Völklingen. Eran estaciones típicamente de "primera generación" (construidas entre 1835 y 1870);  algunas fueron arrasadas para ser reemplazadas por edificios más grandes.  Las de Tubinga y Völklingen aún se conservan, mientras que la Bayerischer Bahnhof de Leipzig solamente lo está parcialmente.
El Rundbogenstil también fue ampliamente empleado en la arquitectura de nuevas sinagogas. La primera de este estilo fue la sinagoga Kassel diseñada por Hübsch conjuntamente con Albrecht Rosengarten, construida en la ciudad natal de este último Kassel, Hesse-Kassel, en 1839. Un ejemplo temprano en los Estados Unidos es la Gates of Heaven Synagogue en Madison, Wisconsin, construido en 1863 y diseñado por August Kutzbock, un inmigrante de Bremen, Alemania.  Kutzbock también (co)diseñó edificios civiles que emplean el Rundbogenstil, como la Casa Carrie Pierce (1857) en Madison.  Fue restaurada en 2008 y adaptada para su uso como un hotel boutique, conocido la Mansión Hill Inn.
La arquitectura Rundbogenstil fue extremadamente influyente en Inglaterra, con los edificios que Alfred Waterhouse diseñó para lo que ahora se llama el Museo de Historia Natural de Londres (originalmente  Colección de Historia Natural del el Museo Británico) mostrando una emulación directa y consciente del estilo.

## Sinagogas alemanas Rundbogenstil

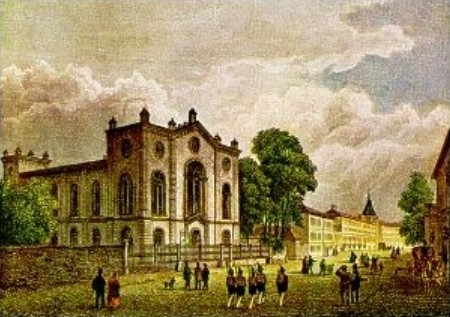
Kassel (1839)
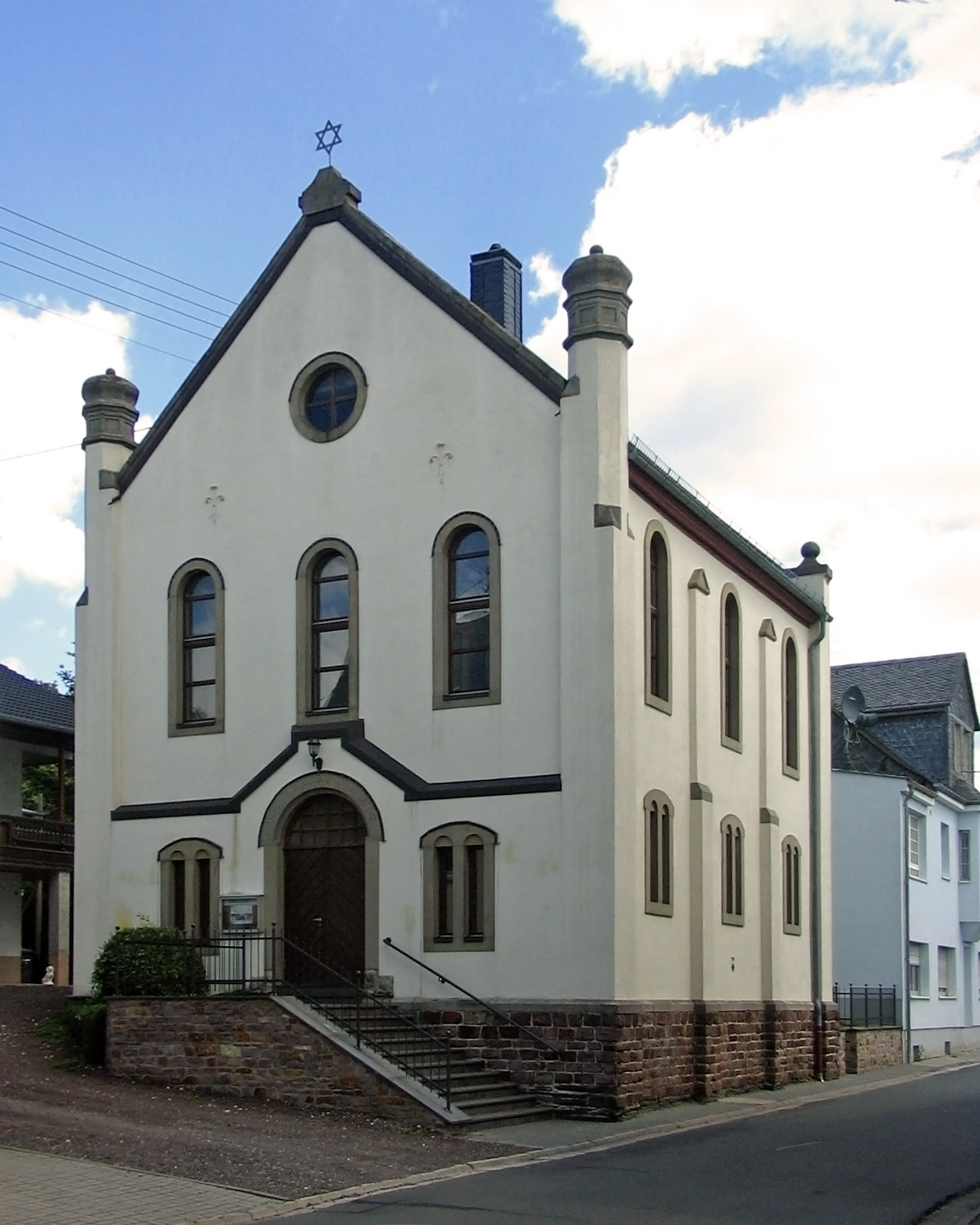
Laufersweiler (1839)
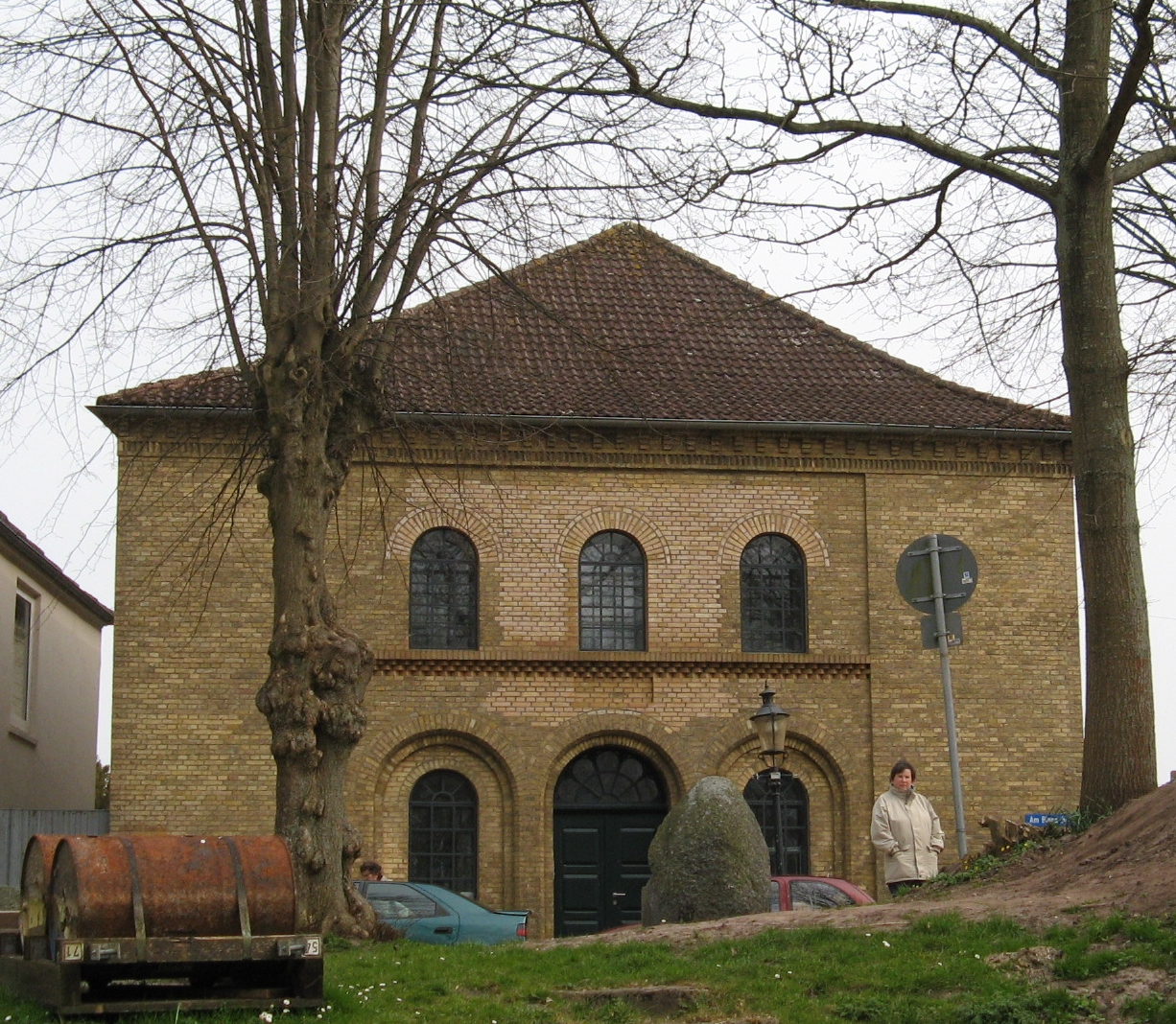
Friedrichstadt (1845)
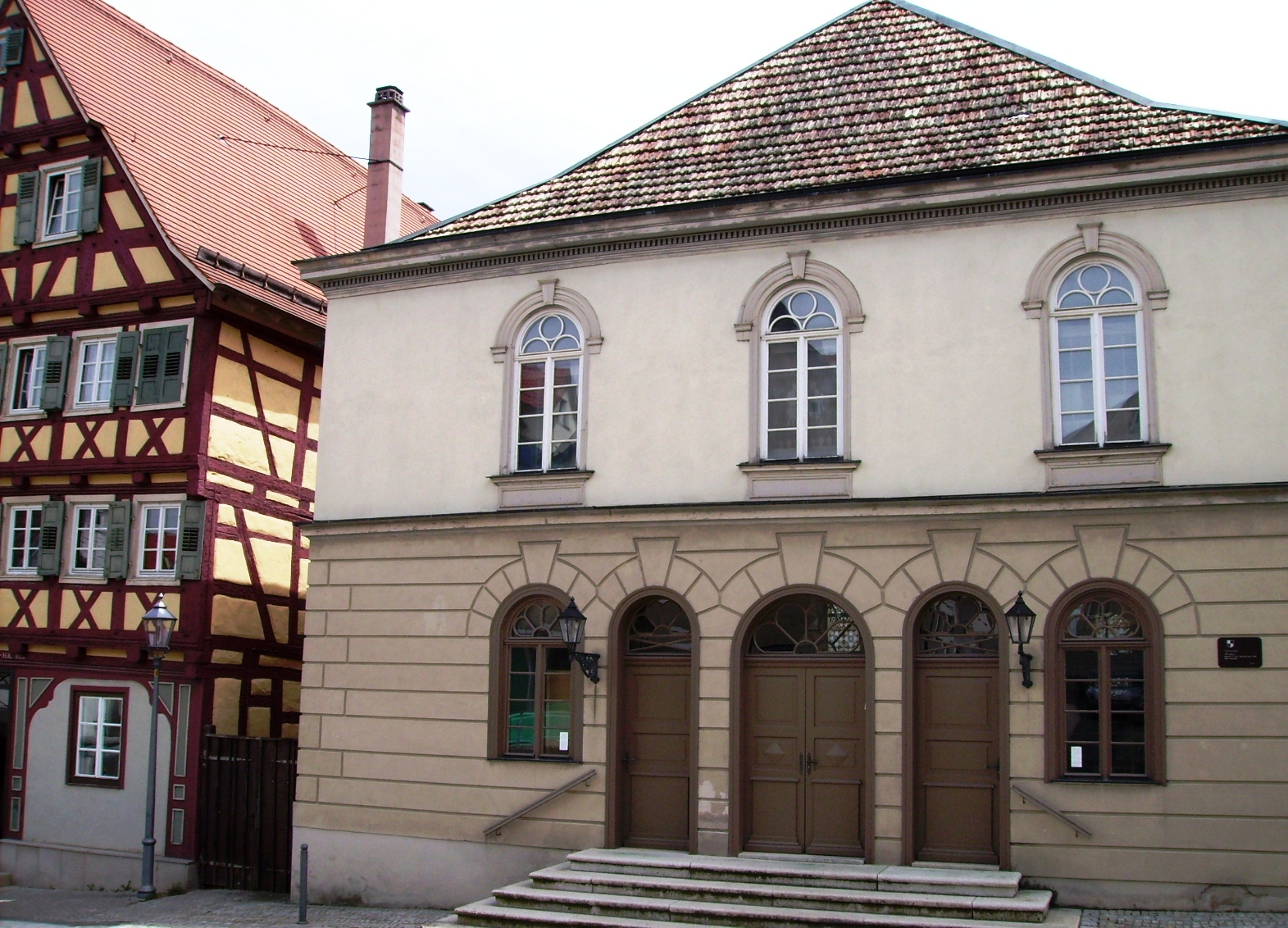
Hechingen (1850–1852; fachada 1881)
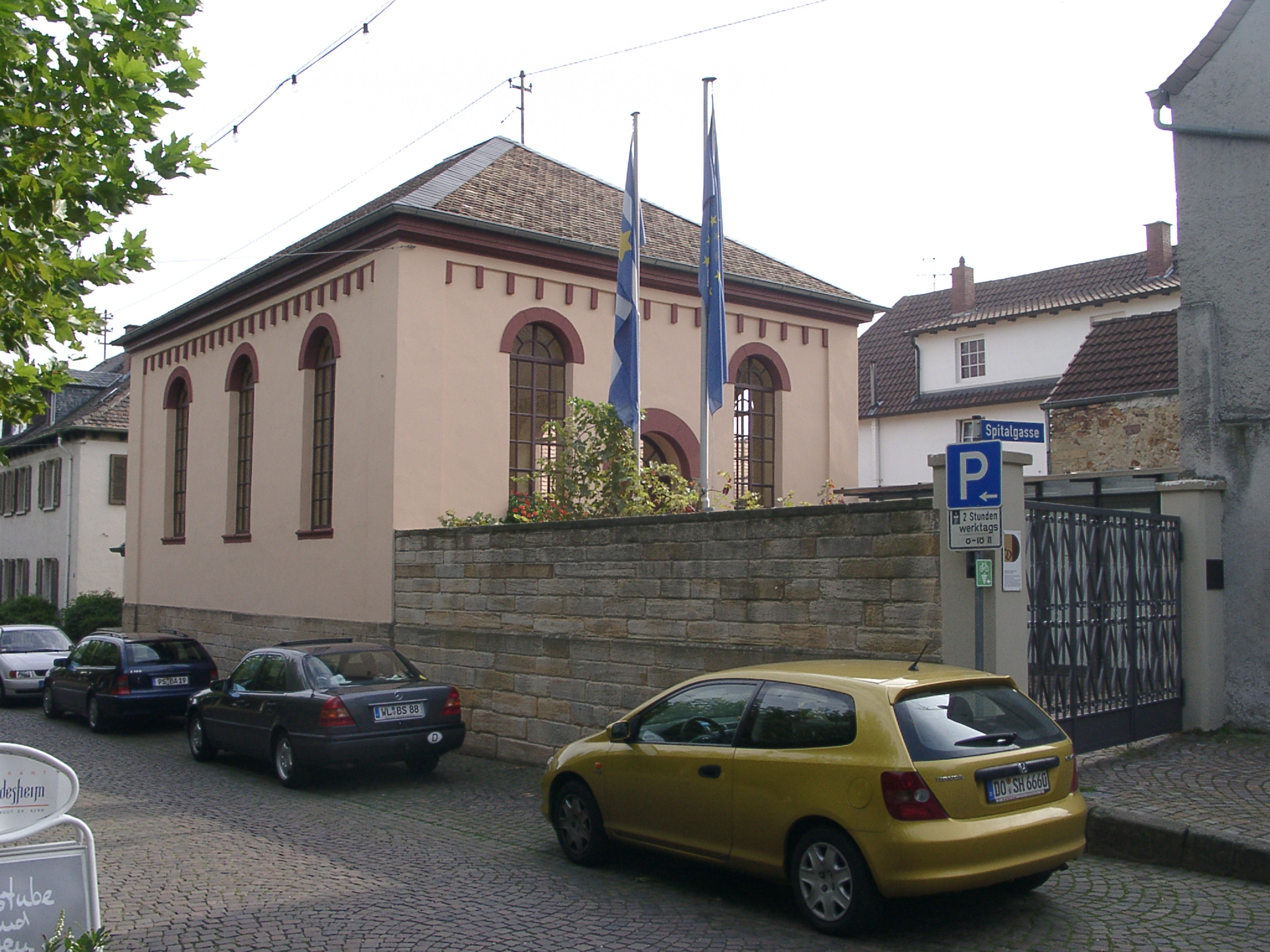
Deidesheim (1854)
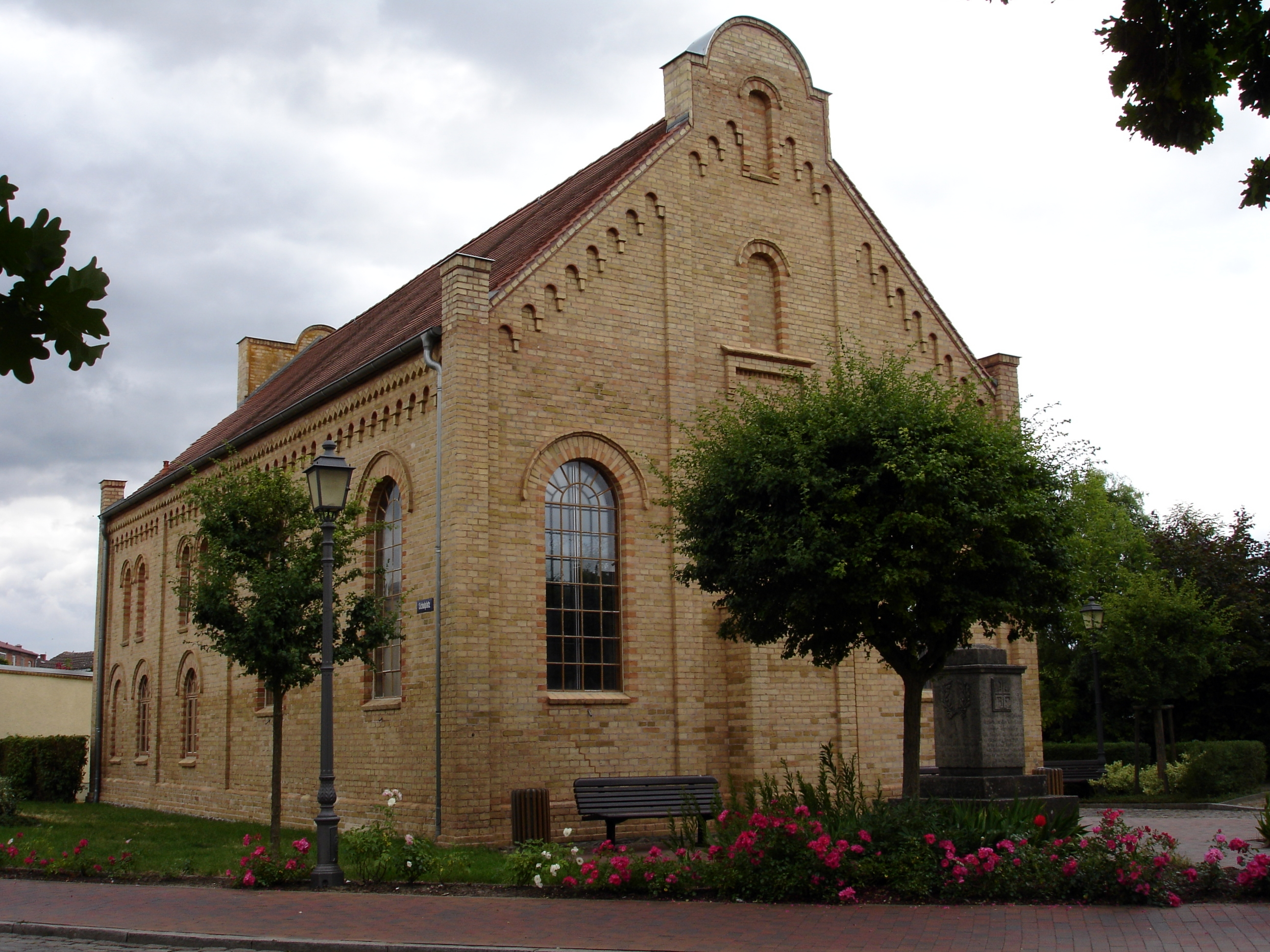
Kraków am See (1866)
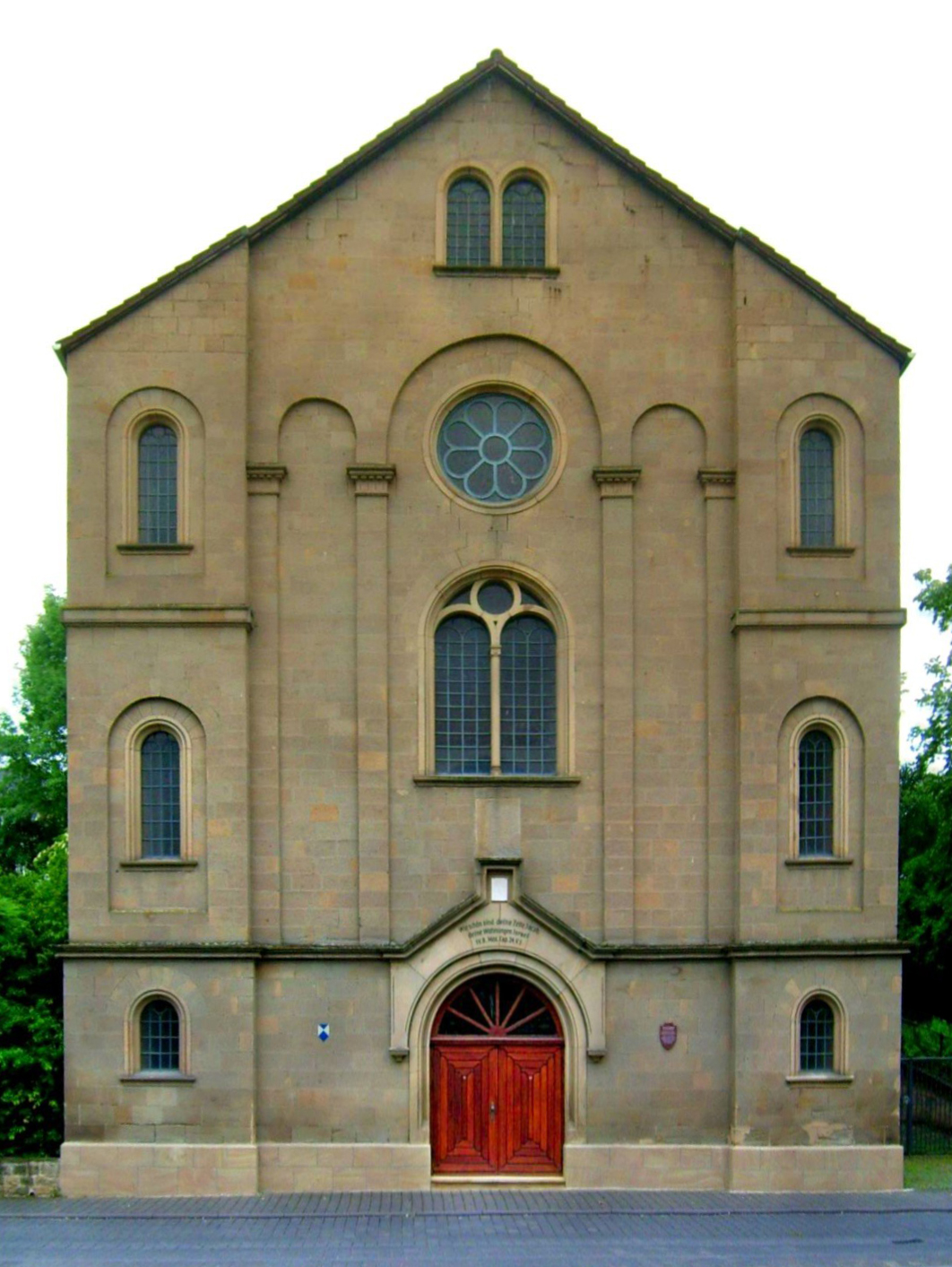
Meisenheim (1866)
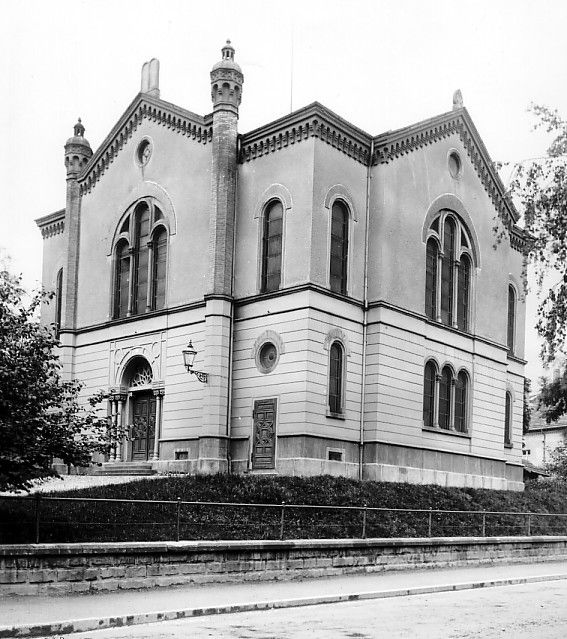
Freiburg (1870)
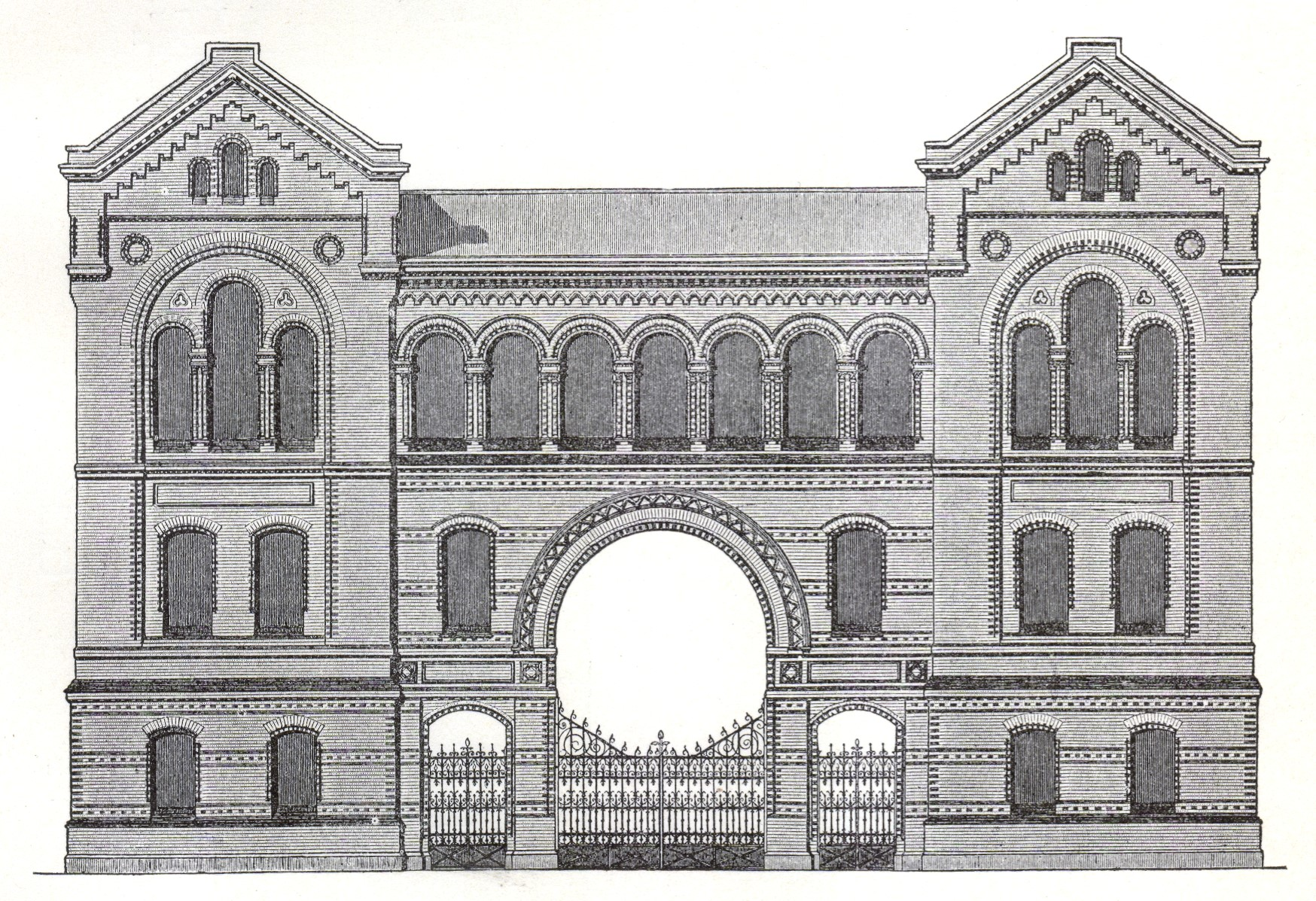
Berlin Lindenstrasse (1890–1891)
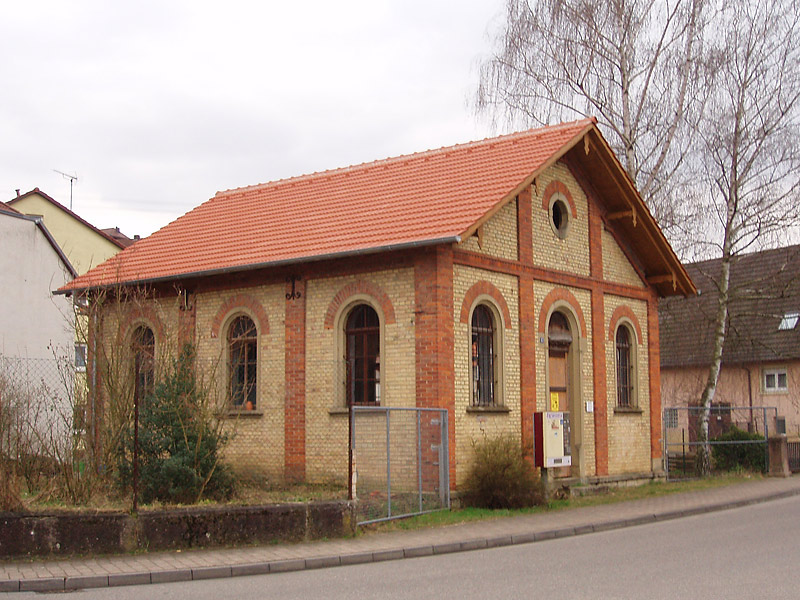
Steinsfurt (1893)
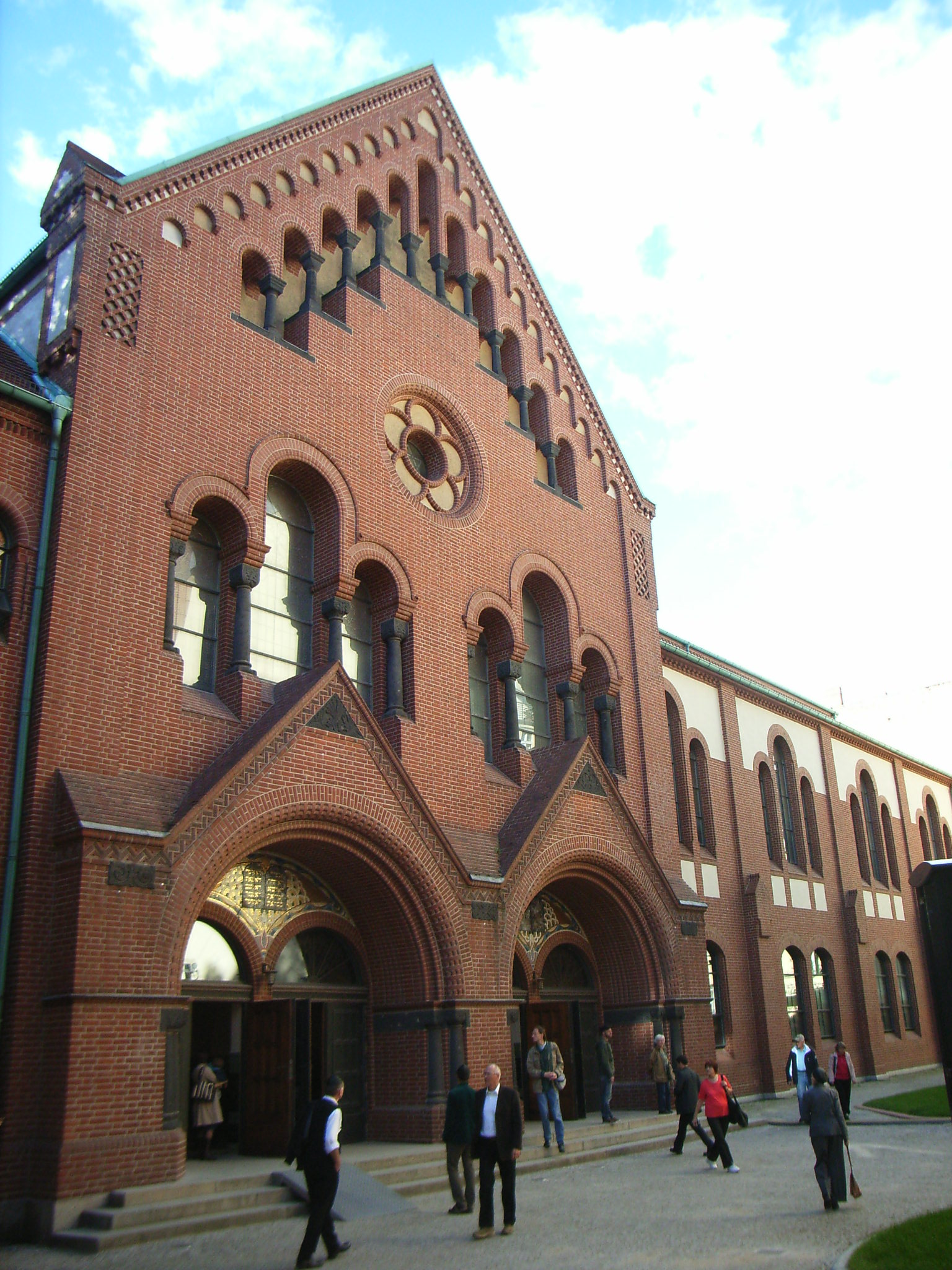
Berlin Rykestrasse (1904)
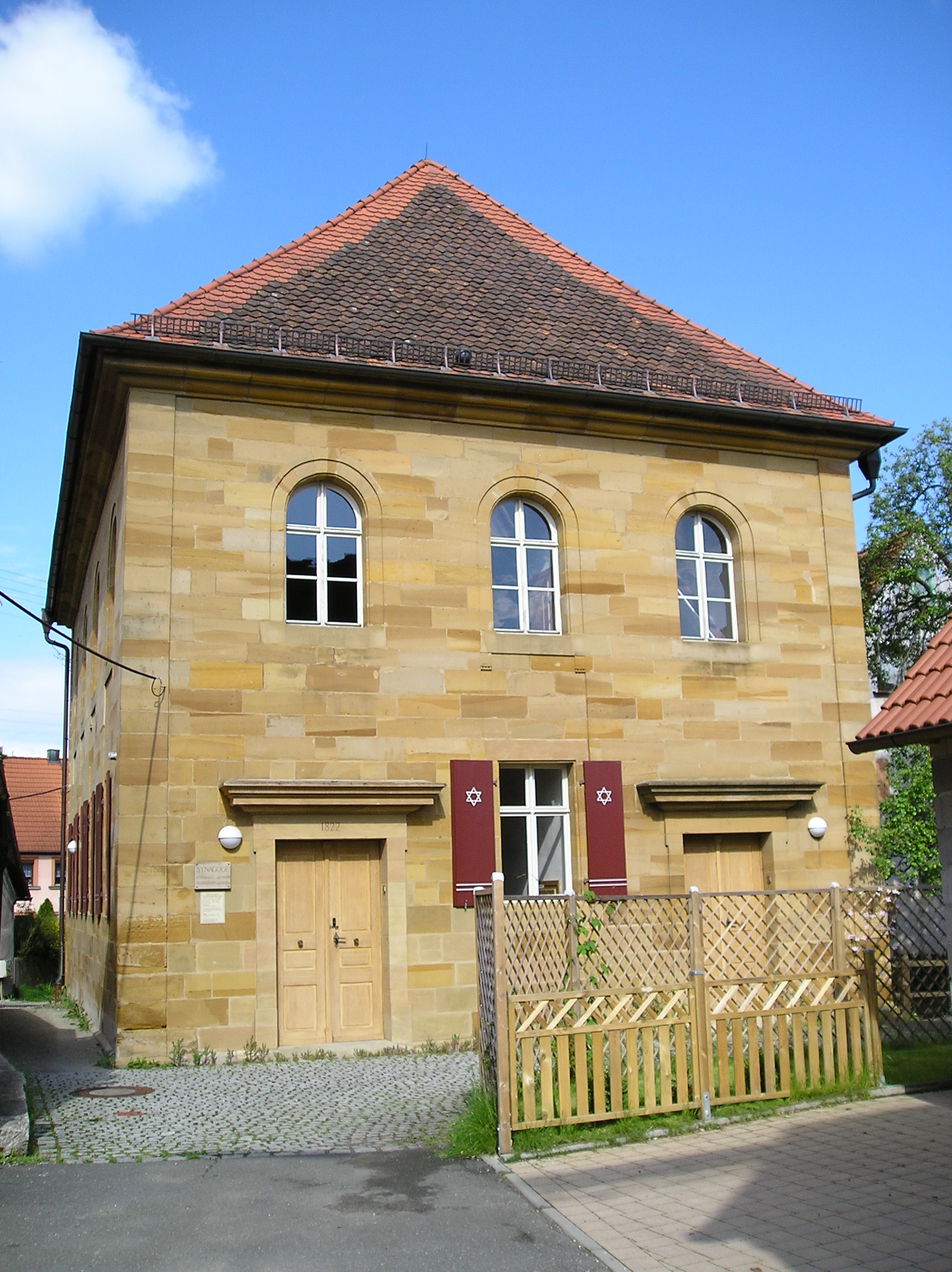
Ermreuth

## Estaciones ferroviarias alemanas Rundbogenstil

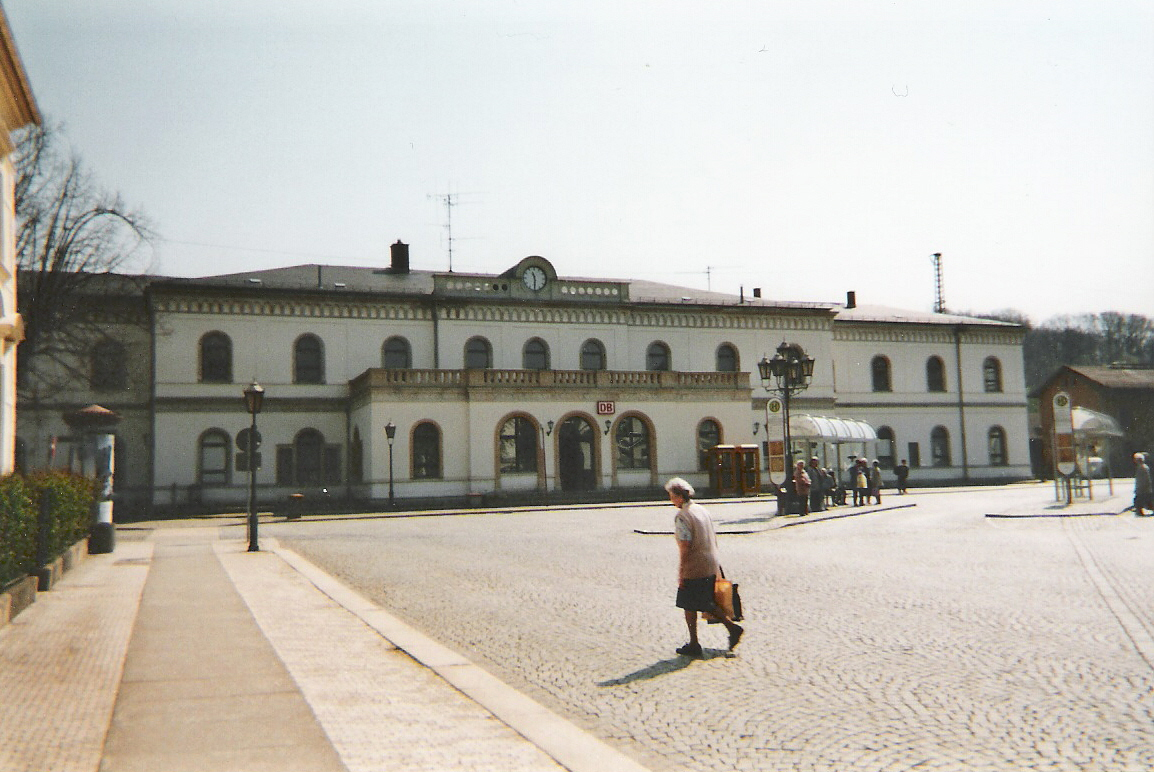
Crimmitschau
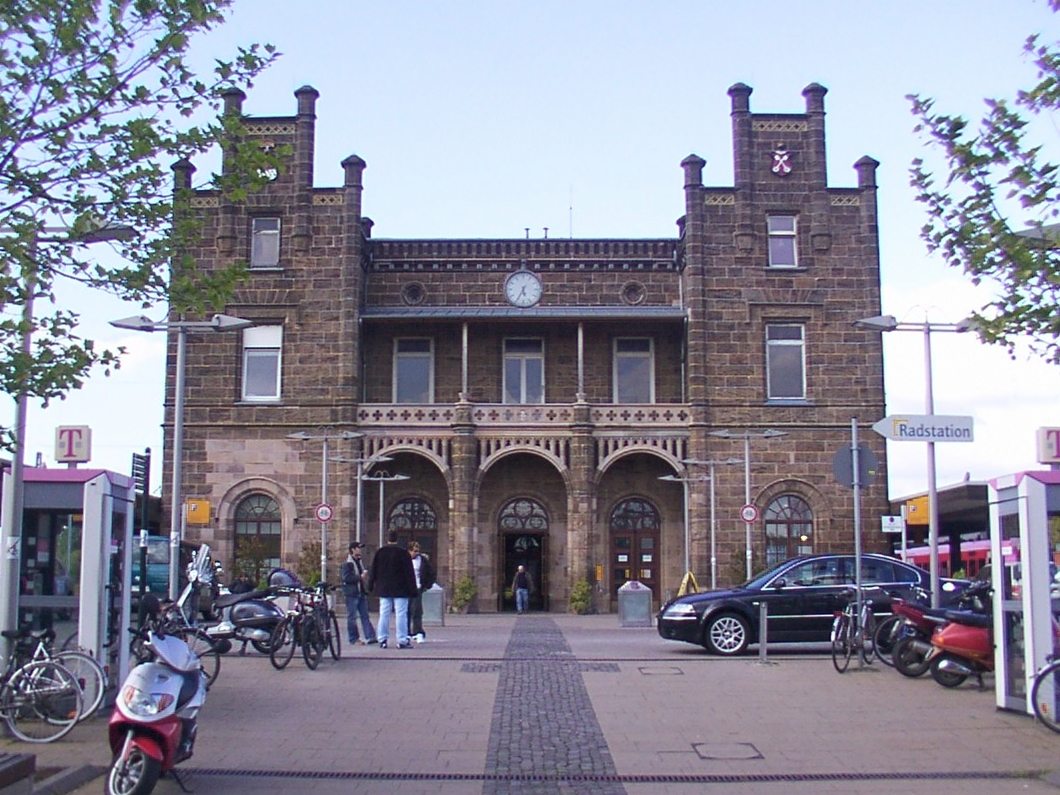
Minden (1847)
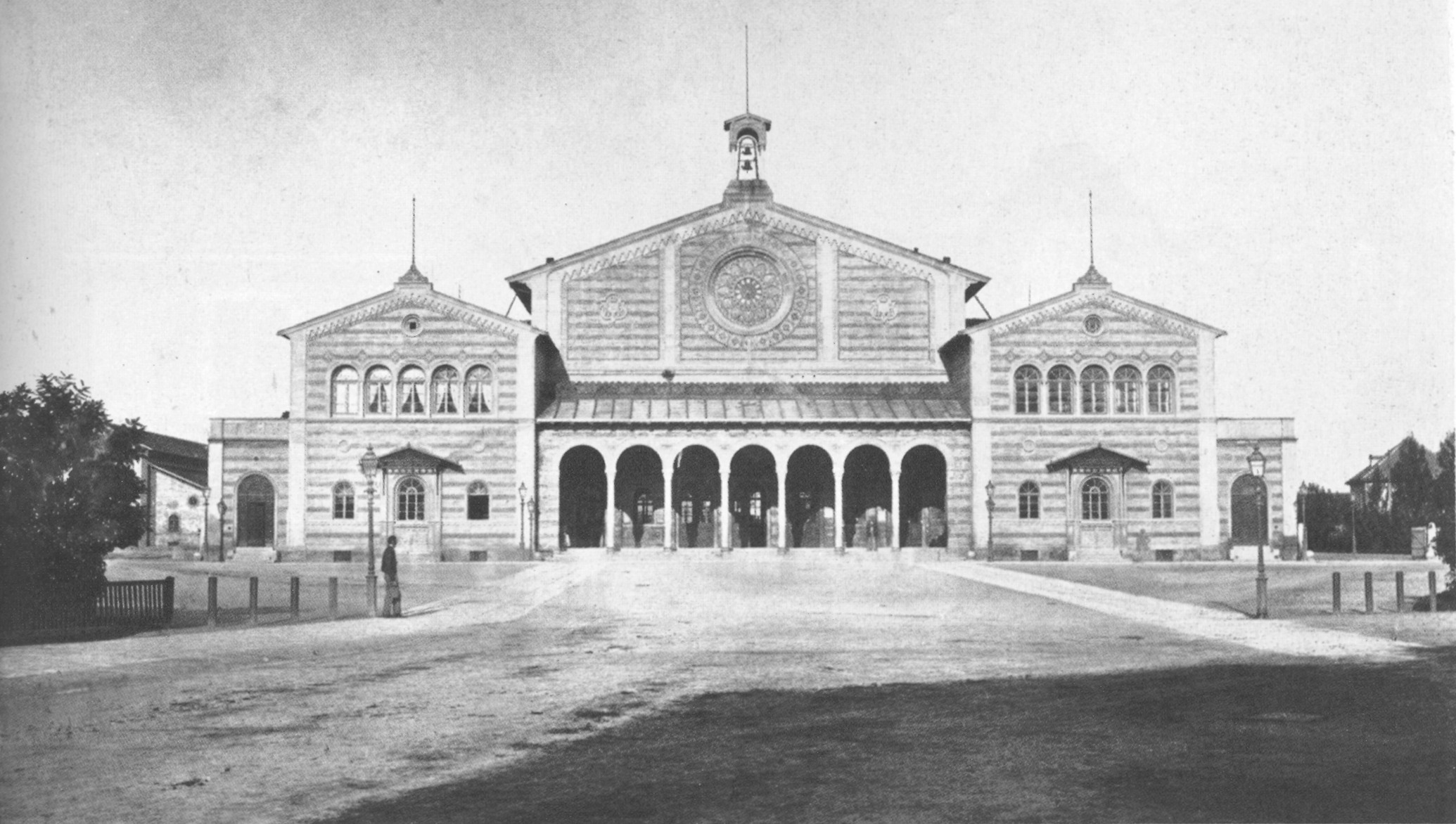
Munich (1849)
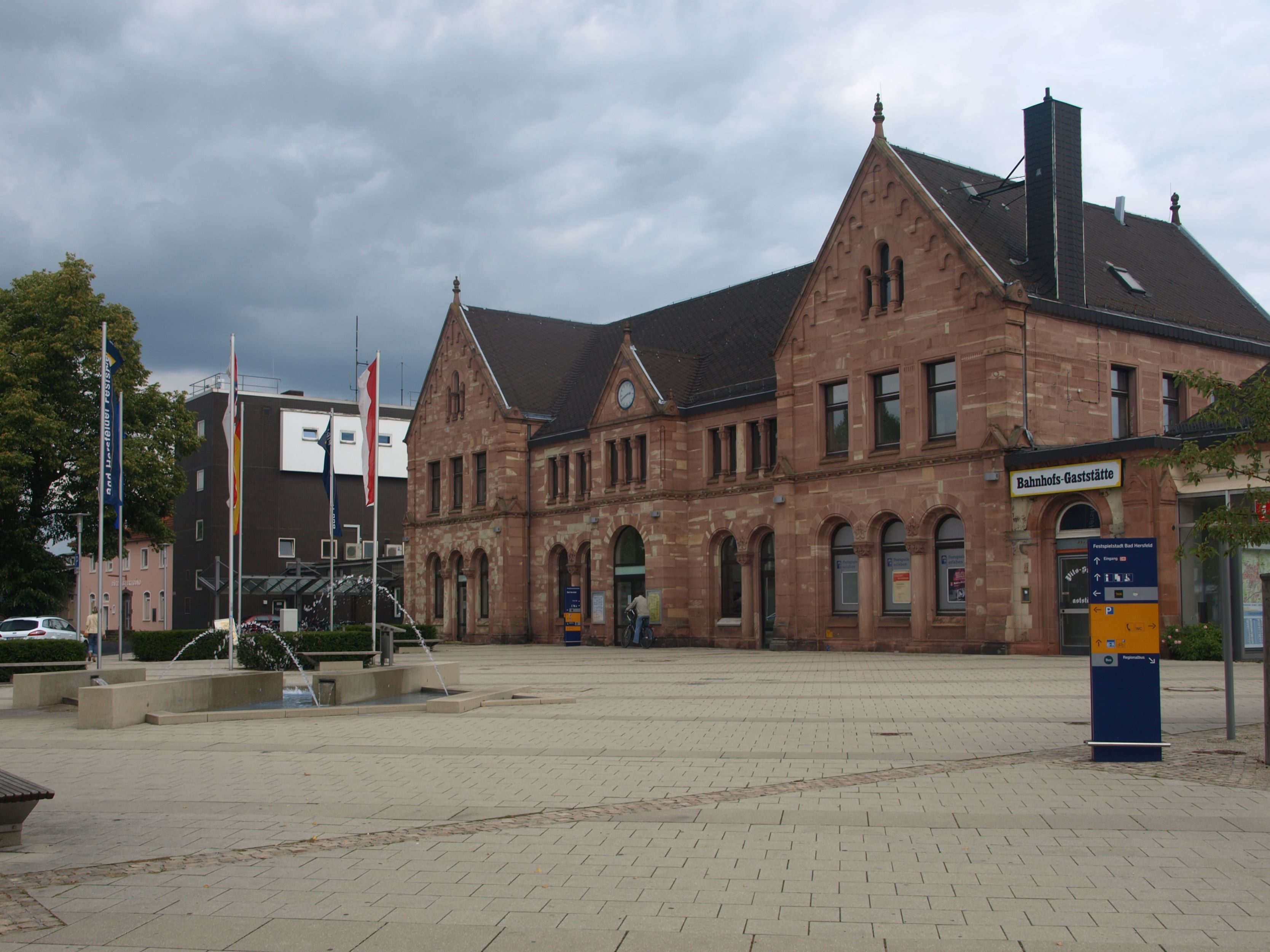
Hersfeld (1883)

## Arquitectura Rundbogenstil en Nueva York

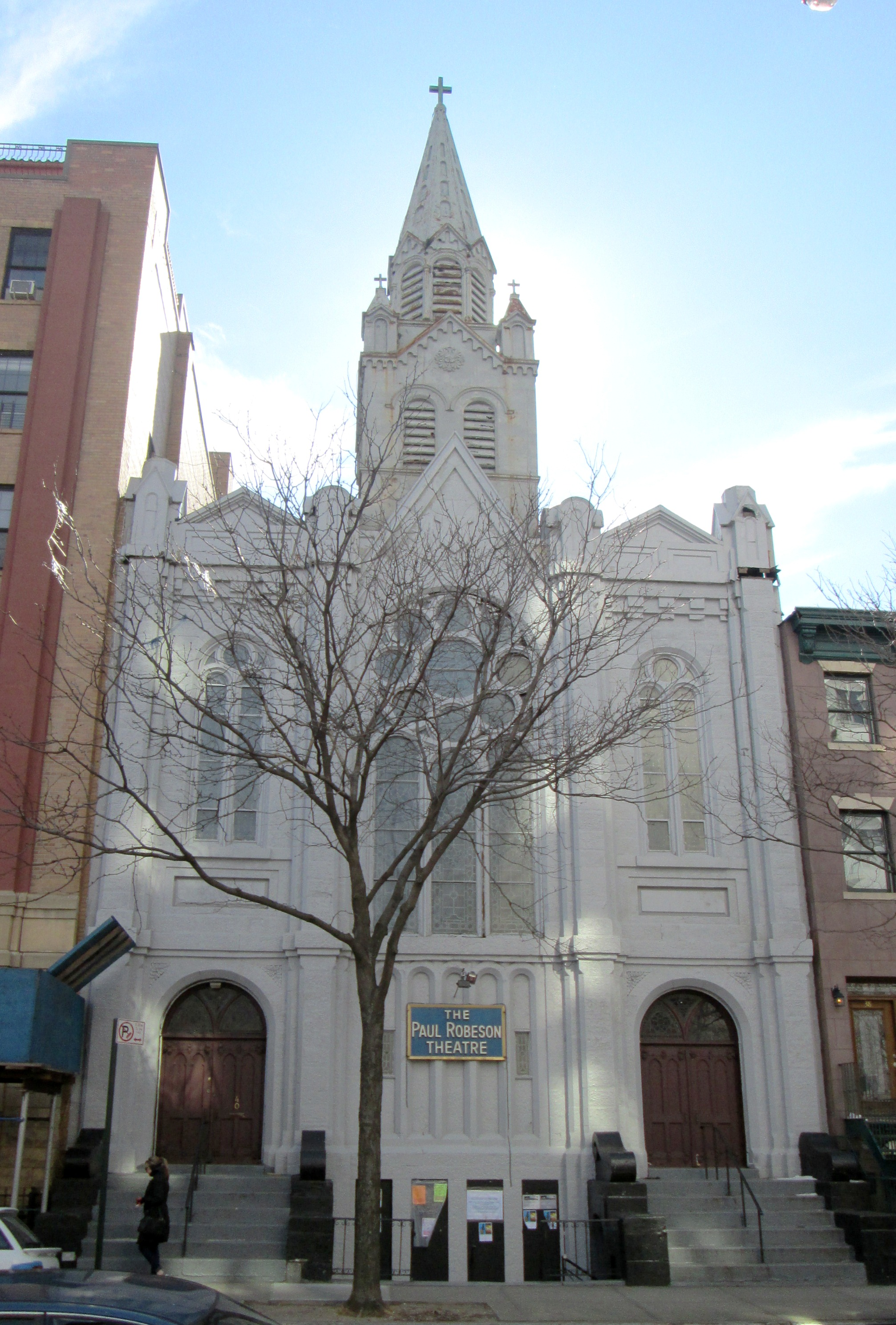
Paul Robeson Theater, formerly the Fourth Universalist Church, Fort Greene, Brooklyn (1833–1834)
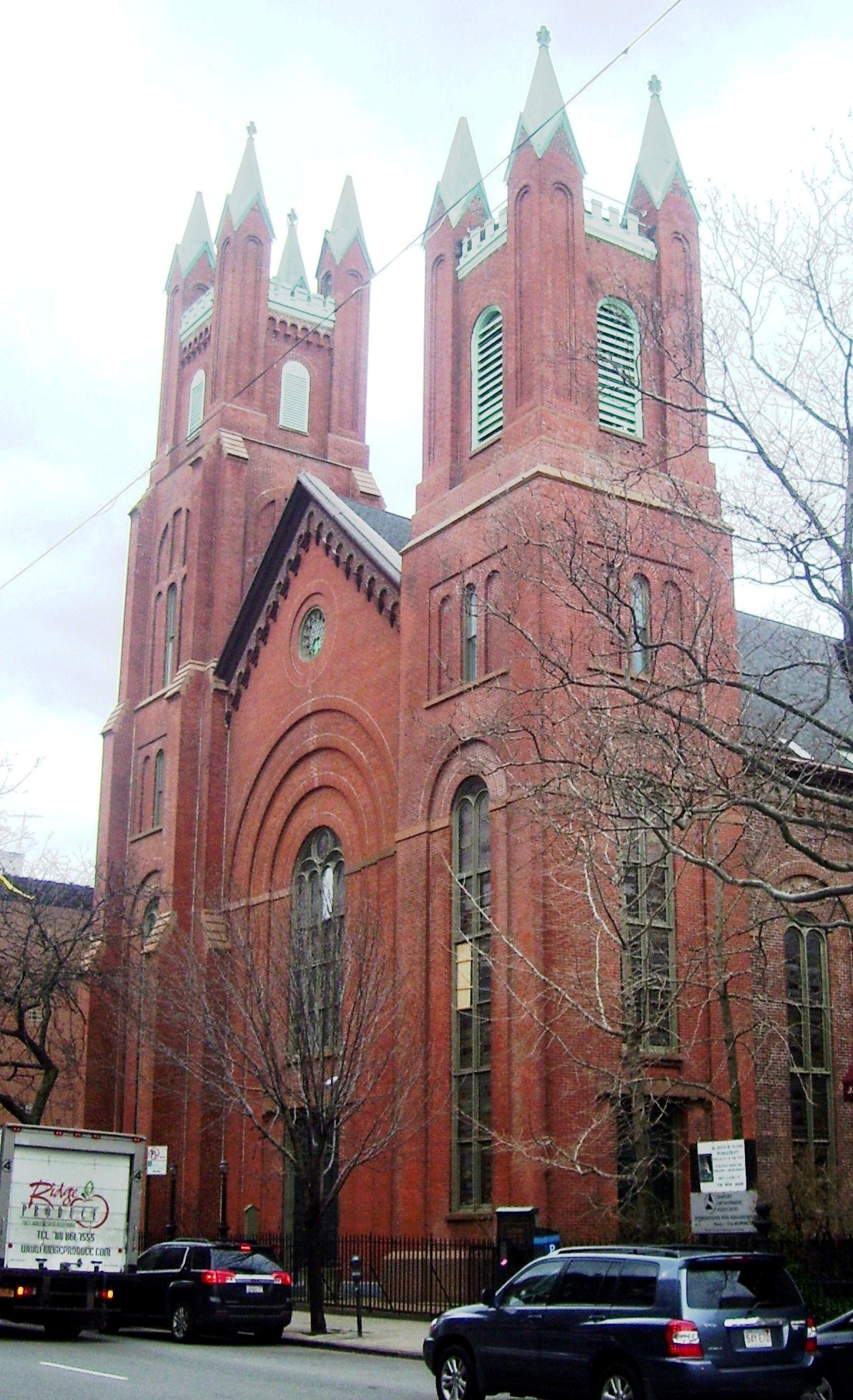
Iglesia Congregacional Sur, Carroll Gardens, Brooklyn (1857)
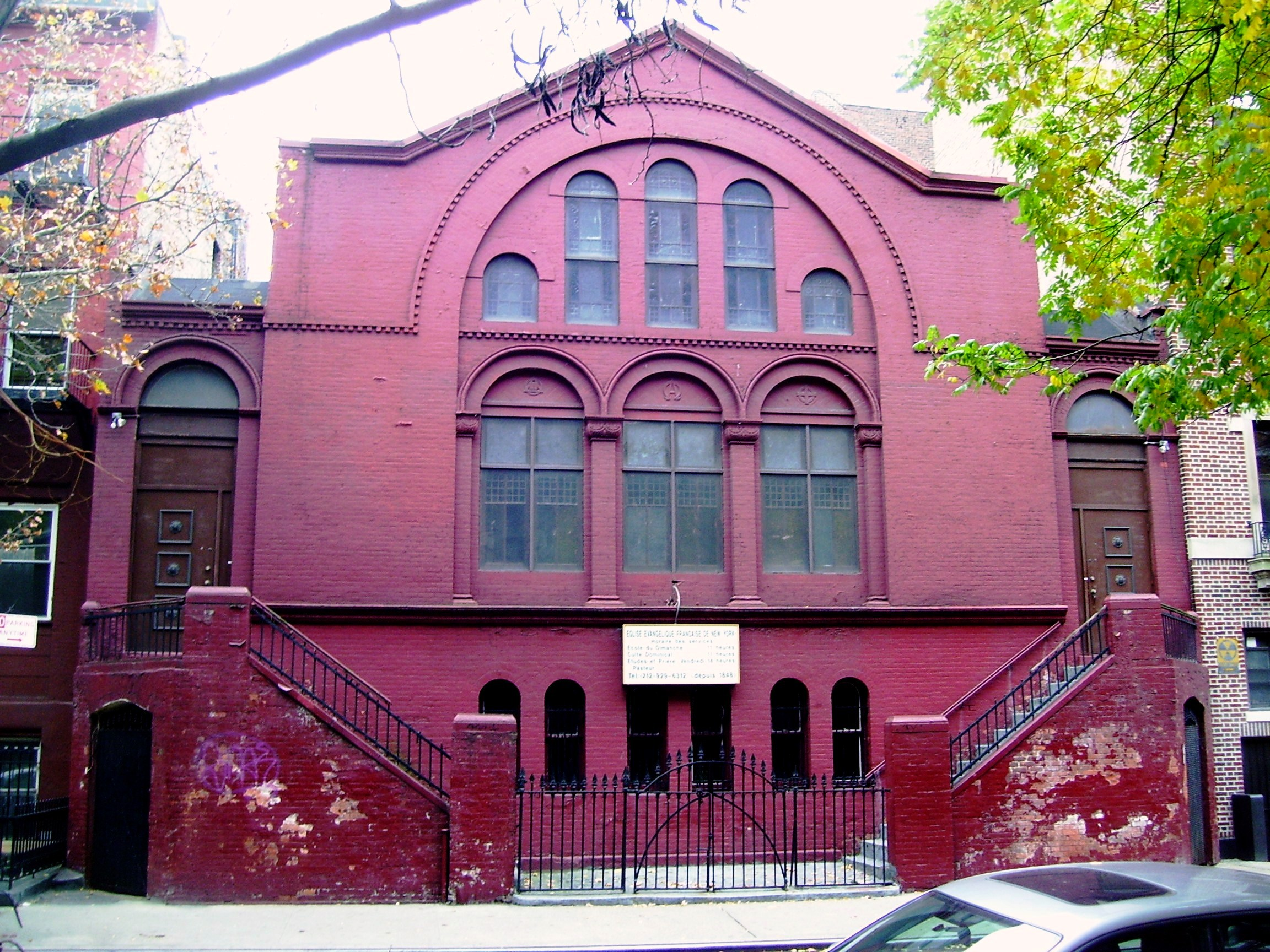
Iglesia Evangélica francesa, anteriormente la Iglesia Apostólica  Católica, 126 West 16th Street, Manhattan (c.1865)
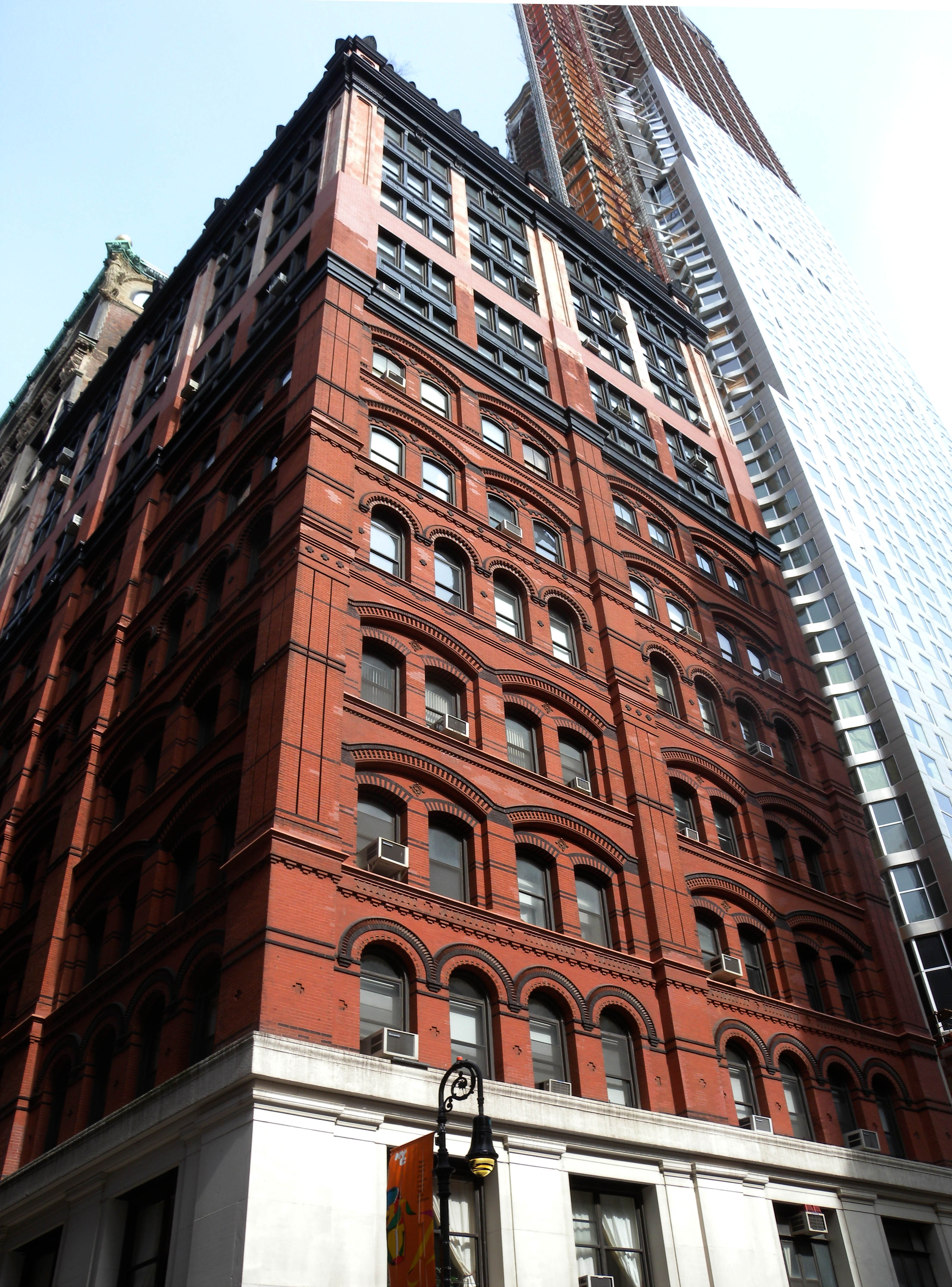
Morse Building en la Nassau Street, Manhattan (1878–1880)
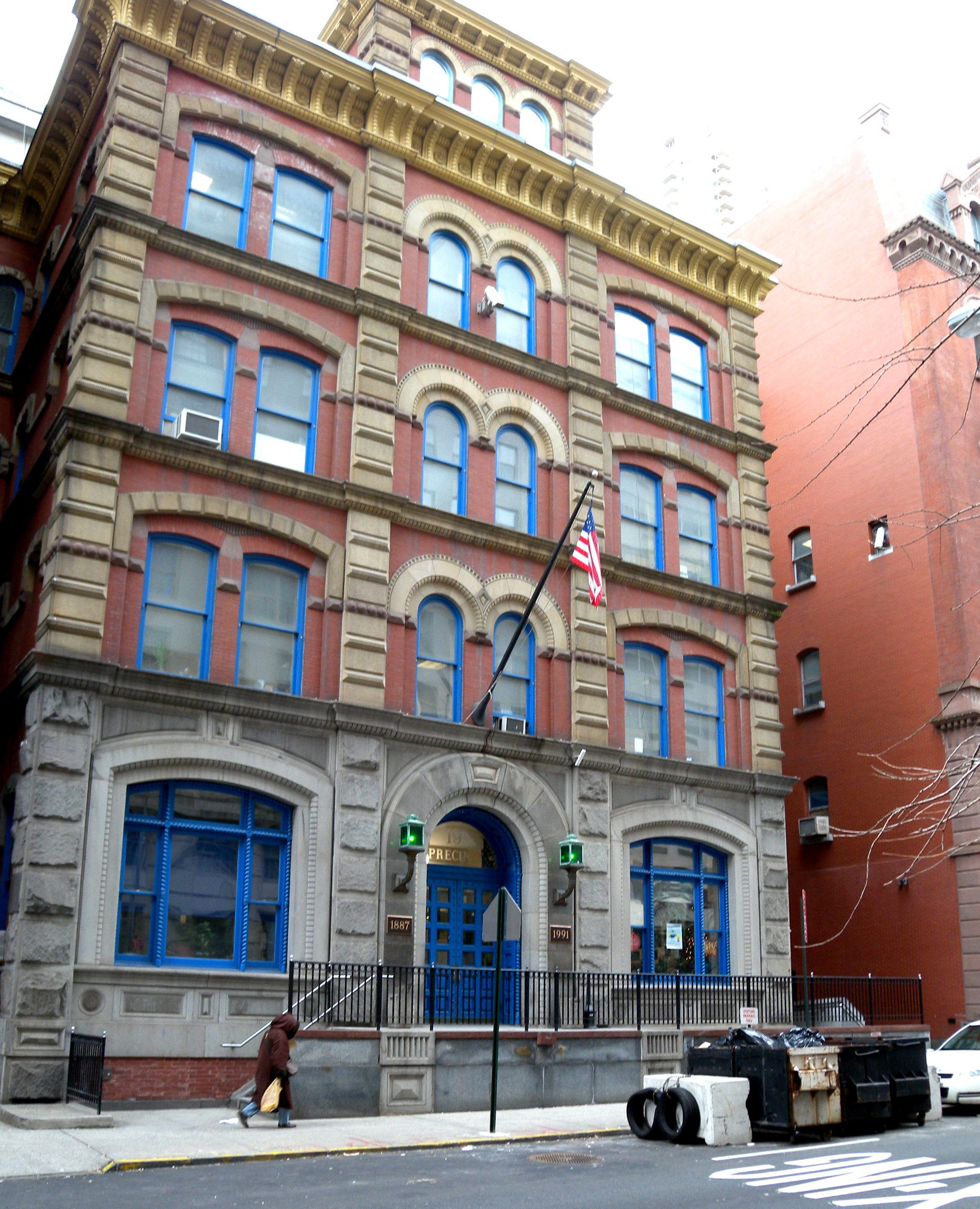
19th Precinct, 153 East 67th Street, Manhattan
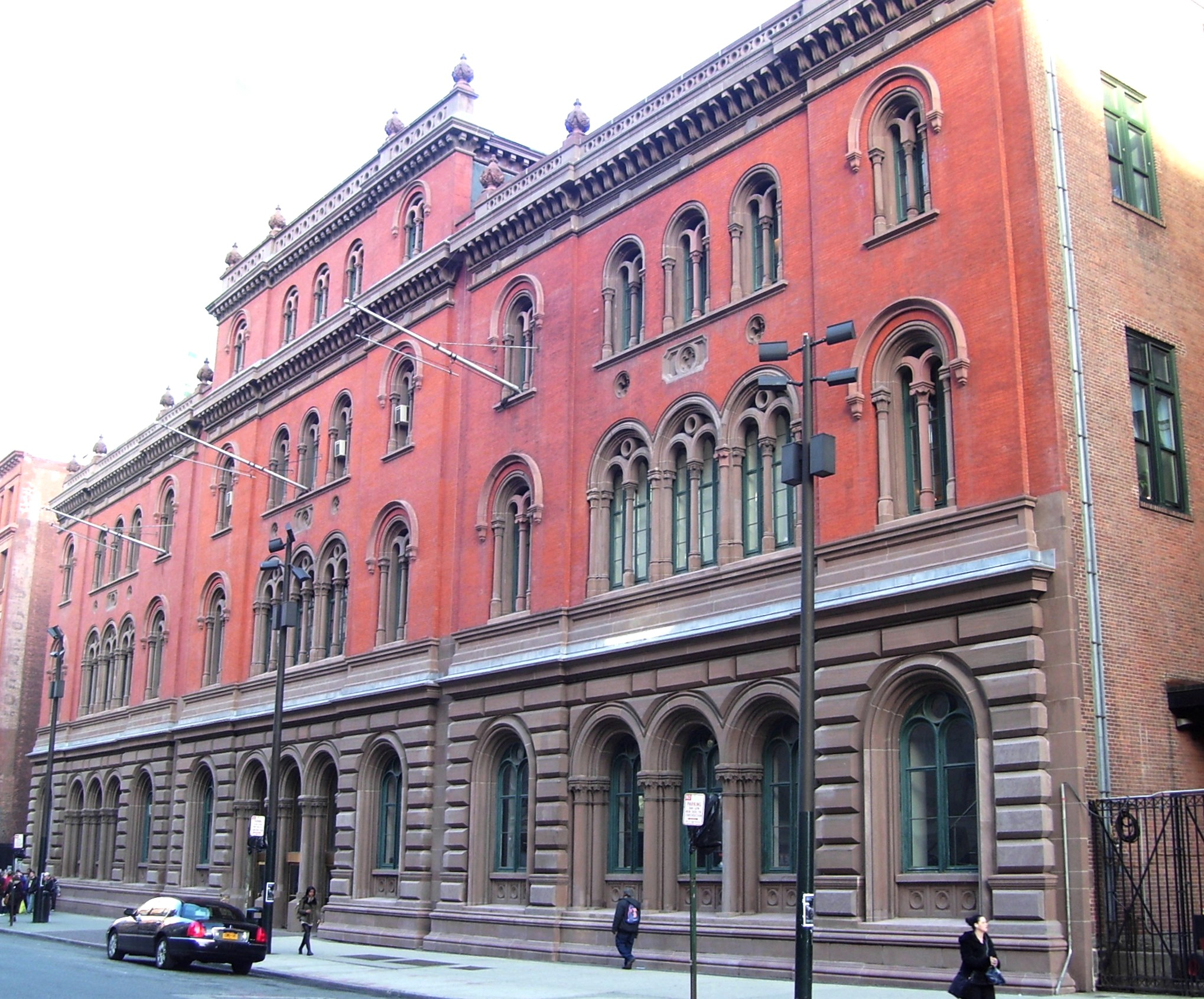
La antigua Astor Library, ahora el Public Theatre (1849-1881)

## Arquitectura Rundbogenstil en Hungría

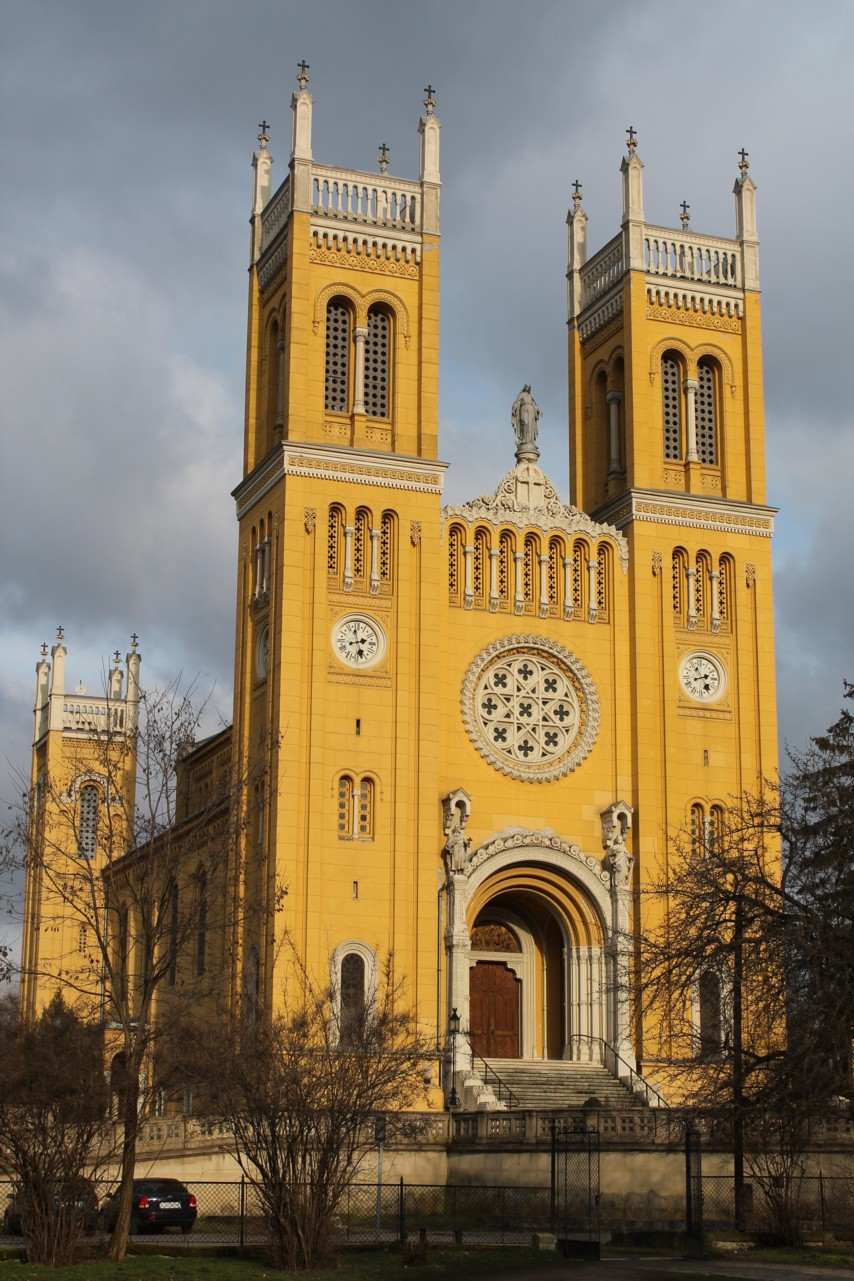
Iglesia parroquial católica, Fót
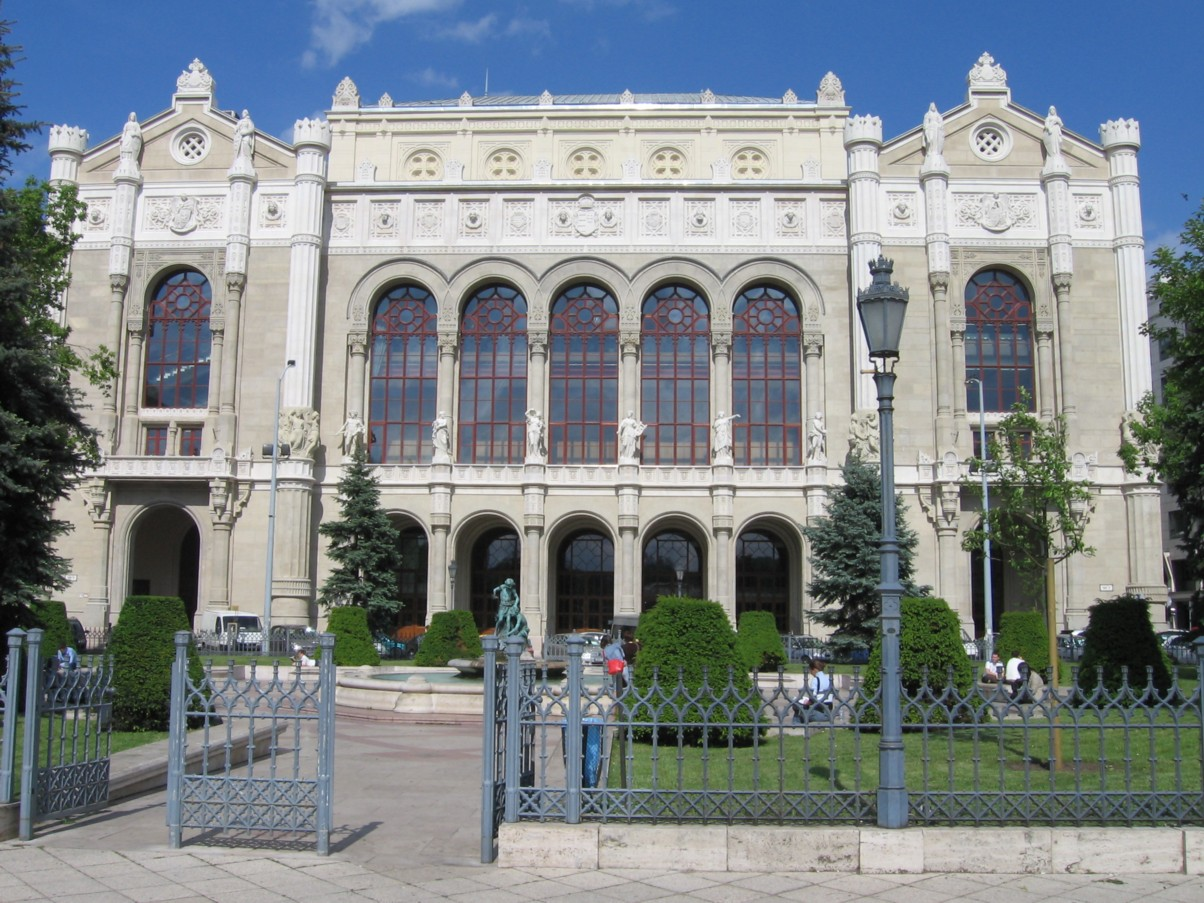
Vigadó Concert Hall, Budapest
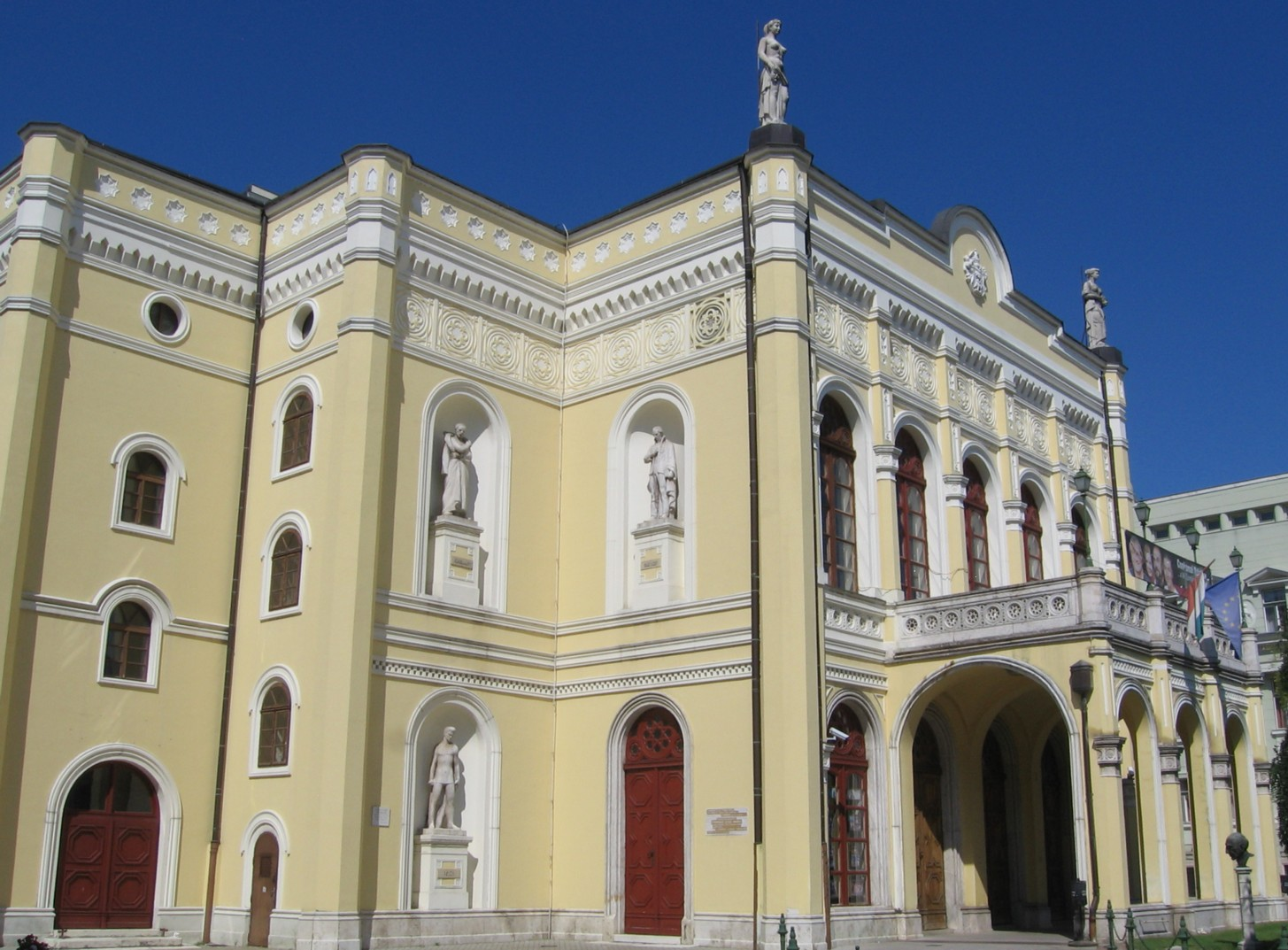
Teatro Csokonai, Debrecen

## Arquitectura de influencia Rundbogenstil en Inglaterra

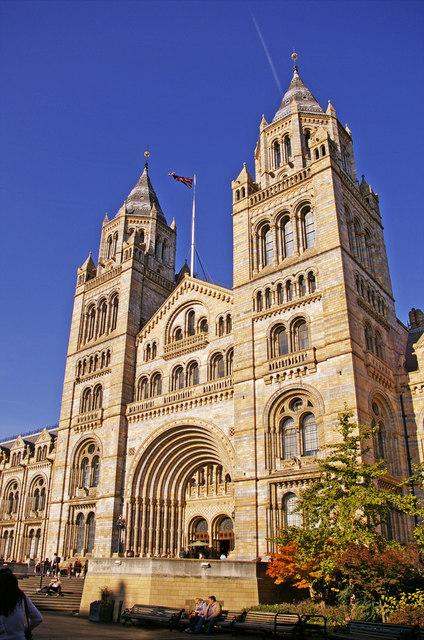
Museo de Historia Natural de Londres